# Геноцид у Гази
Израел је оптужен за спровођење Геноцида у Гази; према тврдњама Специјалног комитета Уједињених нација, Амнести интернешонала, Лекара без граница, и других стручњака, Израел чини геноцид у Гази над Палестинцима током своје текуће инвазије и бомбардовања као део рата у Гази. Чинови геноцида које су описали стручњаци и организације за људска права укључују убиства великих размера, коришћење глади као оружја у рату, уништавање цивилне инфраструктуре, нападе на здравствене раднике и оне који узимају хуманитарну помоћ, као и присилно расељавање.
До априла 2025. године, Министарство здравља Газе које је под контролом Хамаса,  је известило да је у Гази убијено најмање 50.500 људи - свака четрдесет четврта особа - у просеку 93 смртна случаја дневно. Већина жртава су цивили, од којих су најмање 50% жене и деца. У поређењу са другим недавним глобалним сукобима, број познатих смртних случајева новинара, хуманитарних и здравствених радника и деце је међу највећима. Сматра се да се хиљаде мртвих налази испод рушевина уништених зграда. Студија часописа Ланцет проценила је да је током рата настало 64.260 смртних случајева услед трауматских повреда до јуна 2024. године, уз напомену да је потенцијални број жртава већи када се укључе „индиректне“ смрти, нпр. од глади и болести. Са јануаром 2025. године, упоредива процена смртних случајева од трауматских повреда била би око 80.000. Број повређених је већи од 100.000; Газа има највише деце са ампутираним удовима по глави становника на свету.
Преко 1,9 милиона Палестинаца — 85% становништва Газе — је присилно интерно расељено. Израелска блокада залиха је значајно допринела гладовању као и претњи масовним гладовањем у Гази. На почетку сукоба, Израел је прекинуо снабдевање Газе водом и струјом. Од августа 2024. године, само 17 од 36 болница у Гази било је делимично функционално; 84% њених домова здравља је уништено или оштећено. Израел је такође уништио бројне културно значајне зграде, укључујући свих 12 универзитета у Гази, 80% њених школа као и бројне џамије, цркве, музеје и библиотеке.
Влада Јужне Африке покренула је поступак Јужна Африка против Израела против Израела пред Међународним судом правде (МСП), наводећи кршење Конвенције о геноциду. У првобитној пресуди, МСП је утврдио да Јужна Африка има право да покрене свој случај, док је Палестинцима признато право на заштиту од геноцида. Суд је наложио Израелу да предузме све мере у својој моћи како би спречио извршење геноцида, спречио и казнио подстицање на геноцид и омогућио улазак основних хуманитарних услуга, помоћи и залиха у Газу. Суд је касније наложио Израелу да повећа хуманитарну помоћ Гази и да заустави офанзиву у Рафи.
Разни посматрачи, укључујући стручњаке Уједињених нација, специјалног известиоца УН за окупиране палестинске територије Франческу Албанезе, и организација Чувари људских права, цитирали су изјаве високих израелских званичника које могу указивати на „намеру уништења“ становништва Газе у целини или делимично, што је неопходан услов за испуњење законског прага геноцида. Неки стручњаци за међународно право и студије геноцида тврдили су да нема довољно доказа о конкретној „намери уништења“. Израелска влада је негирала наводе Јужне Африке и тврдила да Израел само примењује самоодбрану.

## Позадина
Од 2007. године, Појасом Газе управља Хамас, исламистичка милитантна група, док је Западна обала остала под контролом Палестинске управе. Након што је Хамас преузео власт, Израел је увео блокаду Појаса Газе наводећи безбедносне проблеме; међународне групе за људска права назвале су блокаду обликом колективне казне. УНРВА је известила да је, због блокаде, 81% становника Газе живело испод границе сиромаштва 2023. године, док је 63% било несигурно у снабдевању храном и зависно од међународне помоћи.
Од 2007. године, Израел и Хамас (и друге палестинске милитантне групе у Гази) су у сукобима, укључујући четири рата 2008–2009, 2012, 2014. и 2021. године. Дана 7. октобра 2023. године, Хамас је предводио напад на Израел из Газе, што је резултирало у најмање 1.139 смртних случајева, већином цивила. Израел је одговорио веома разорном кампањом бомбардовања након чега је уследила инвазија на Појас Газе 27. октобра. Неки научници су тврдили да је било геноцида над Палестинцима чак и пре напада 7. октобра, али је ипак само израелска војна кампања у Гази окарактерисана као геноцидна од стране Јужне Африке и других присталица аргумента о геноциду.
Званичници Хамаса су рекли да је напад био одговор на израелску окупацију Западне обале, блокаду Газе, насиље израелских насељеника над Палестинцима, ограничења кретања Палестинаца и притвор на хиљаде Палестинаца, многих без оптужби, које је Хамас покушао да ослободи узимањем израелских талаца. Бројни коментатори су идентификовали израелску окупацију као узрок рата. Неколико организација за људска права, укључујући Амнести интернешонал, Б'Целем, и Чувари људских права, упоредиле су израелску окупацију са апартхејдом; присталице Израела оспоравају ову карактеризацију. Саветодавно мишљење Међународног суда правде објављено у јулу 2024. године потврдило је окупацију као незакониту и рекло да је прекршила Међународну конвенцију о елиминацији свих облика расне дискриминације. У септембру 2024. године, „Специјални комитет УН за истраживање израелских пракси које утичу на људска права палестинског народа и других Арапа на окупираним територијама“ написао је: „Развој догађаја у овом извештају наводи Специјални комитет на закључак да су политике и праксе Израела током периода извештавања у складу са карактеристикама геноцида.“

### Дефиниције геноцида и правни изазови
Конвенција о геноциду из 1948. године дефинише геноцид као дела почињена са намером да се уништи, у целини или делимично, национална, етничка, расна, верска или било која друга група, укључујући убијање, наношење штете, спречавање рађања и присилно расељавање деце. Међународни суд правде никада није прогласио ниједну државу одговорном за геноцид, а Међународни кривични суд се суочио са политичким притиском и санкцијама, посебно од Израела и САД током рата у Гази. Правни праг за геноцидну намеру остаје главна препрека за кривично гоњење. Шира дефиниција Рафаела Лемкина укључивала је културно и друштвено уништење, док научне дефиниције наглашавају велике, организоване акције усмерене на опстанак групе. Није потребан минималан број жртава за пресуду о геноциду, као што се види у случају геноцида над Рохинџама у Мјанмару.

## Геноцидни чинови
- Медицински радници покушавају да оживе једногодишње дете после бомбардовања избегличког кампа Џабалија. Дете је преминуло
- Новорођенче убијено током израелског бомбардовања Нусеират кампа
- Палестинци повређени током бомбардовања Деир ел-Балаа
- Повређено дете добија помоћ у Болници „мученик Ал-Акса” после бомбардовања у Нусерат избегличком кампу
- Видео интервјуи са преживелима бомбардовања у октобру 2023.

### Директна убиства
Током прва два месеца бомбардовања, Израел је бацио 25.000 тона експлозива на Појас Газе. Многе од њих биле су бомбе без навођења, тзв. „глупе бомбе“, бачене у густо насељеним подручјима, уништавајући читаве четврти. Од 7. октобра 2023. године, Израелска одбрамбена снага (ИДФ) је оптужена за вансудско убијање ненаоружаних палестинских притвореника и здравственог особља. Израелски војници су по кратком поступку погубили палестинске цивиле, често пред њиховим породицама. Убијали су Палестинце који су махали белим заставама. У априлу 2024. године пронађене су масовне гробнице са лешевима везаних руку, укључујући жене и старије особе.
УН и многи новинарски извори проценили су да је око 70% Палестинаца убијених у Гази жене и деца, а најмање 20.000 Палестинаца је убијено у Гази до децембра 2023. До 14. јануара 2024. године, потврђено је да је убијено преко 23.900 људи. До 10. маја, број смртних случајева је премашио 35.000, од којих је трећина неидентификована, а процењује се да је преко 10.000 затрпано под рушевинама. У прве три недеље, израелски напад је убио више деце у Гази него што је убијено широм света у свим зонама сукоба у било којој години од 2019. Преко 52.000 људи је рањено до децембра 2023. године, а до маја 2024. године тај број је порастао на преко 77.700.
Часописи +972 и Локал кол су објавили да је Израелска војска на почетку рата одлучила да одобри убијање 15 до 20 цивила по нискорангираном милитанту, док је за високорангираног милитанта било овлашћено убијање више од 100 цивила. Један обавештајни официр је рекао да Израел није био заинтересован за убијање палестинских оперативаца само у војном контексту, већ је више волео да их бомбардује у њиховим породичним кућама, рекавши да је „много лакше бомбардовати дом њихове породице“ где их је лакше циљати. Други обавештајни официр је рекао да је Израел, циљајући млађе милитанте, користио само бомбе без навођења, које могу уништити читаве зграде, како не би „трошио скупе бомбе на неважне људе“.
У марту 2024. године, Харец је објавио да су неки израелски команданти успоставили „зоне убијања“ у којима је војницима наређено да убију свакога кога виде, чак и ако је ненаоружан. У јуну 2024. године, Асошијејтед прес је открио да је израелска кампања у Гази убијала читаве крвне лозе Палестинаца на „нивоу какав никада раније није виђен“. Према сведочењу датом израелском Кнесету, израелским војницима који возе оклопне булдожере је наређено да „газе терористе, мртве и живе, у стотинама“.
Удео жена и деце међу погинулима је споран. Закључно са 7. мајем 2024. године, укупан број смртних случајева које су навеле УН је 34.735, од којих је 24.686 потпуно идентификовано: 52% жена и деце, 8% старијих особа свих полова и 40% мушкараца. У новембру 2024. године УН су објавиле анализу која обухвата само жртве које су потврдила најмање три независна извора између новембра 2023. и априла 2024. године. Утврђено је да је 70% од 8.119 потврђених смртних случајева било жена и деце. Закључно са 31. августом 2024. године, према подацима Министарства здравља Газе, број смртних случајева порастао је на 40.691, од чега је 34.344 идентификовано по имену: 17.652 (51%) жена и деце, 2.955 (9%) старијих особа свих полова и 13.737 (40%) мушкараца. У новембру 2024. године, Министарство здравља Газе известило је да је 1.410 породица из Газе потпуно избрисано из цивилног регистра као резултат израелског бомбардовања. Прикупљање података постало је све теже за Министарство здравља Газе због уништења инфраструктуре. Министарство је морало да допуни своје уобичајено извештавање засновано на умрлима у болницама другим изворима информација, укључујући извештаје медија и служби за хитне интервенције, као и породица и удовица, које морају формално регистровати смрт својих мужева да би се квалификовале за државну помоћ. Професор Мајк Спагат је утврдио хитну потребу за транспарентном методологијом за усклађивање укупног броја смртних случајева – 34.535 закључно са 30. априлом 2024 – са детаљним прегледом који износи 24.653 на исти датум. Подаци министарства о укупном броју убијених такође су оспорени од стране израелских власти, али су их израелске обавештајне службе, УН и Светска здравствена организација прихватиле као тачне.
У раду о рату у Гази из 2025. године процењено је 64.260 смртних случајева од трауматских повреда између октобра 2023. и 30. јуна 2024. године, а број је вероватно премашио 70.000 до октобра 2024. године, од чега је 59,1% било жена, деце и старијих особа. Закључено је да је Министарство здравља Газе у свом извештају потценио смртне случајеве повезане са траумама за 41%, а такође је напоменуто да њихови налази „потцењују пуни утицај војне операције у Гази, јер не узимају у обзир смртне случајеве који нису повезани са траумама, а који су настали услед поремећаја здравствених услуга, несигурности у снабдевању храном и неадекватне воде и санитације“. Закључно са јануаром 2025. године, упоредива процена смртних случајева од трауматских повреда била би око 80.000.
Студија објављена у часопису Ланцет из фебруара 2025. године проценила је да је очекивани животни век у Појасу Газе између октобра 2023. и септембра 2024. године смањен за 34,9 година, искључујући индиректне смртне случајеве. Студија је такође користила податке пописа и регистрације како би проценила поузданост броја смртних случајева Министарства здравља Газе и није пронашла значајне грешке.
У мају 2025. године, министар финансија Израела Безалел Смотрич тврдио је да Израел циља цивилне раднике Хамаса, рекавши: „Елиминишемо министре, бирократе, руковаоце новцем – све који подржавају цивилну власт Хамаса.“
Почев од јуна 2024, израелским снагама је наређено да пуцају у гомиле Палестинаца на локацијама за пружање помоћи Хуманитарне фондације за Газу, убивши скоро 800 људи. Амнести интернешонал је тврдио да Израел покушава да ограничи помоћ како би изгладњивао и извршио геноцид над Палестинцима.

### Индиректне смрти
Раша Хатиб, Мартин Меки и Салим Јусуф објавили су процену броја смртних случајева које би сукоб могао индиректно проузроковати у наредним месецима и годинама. Очекује се да ће индиректни палестински смртни случајеви од болести бити много већи због интензитета сукоба, уништења здравствене инфраструктуре, недостатка хране, воде, склоништа и сигурних места за бег цивила, као и смањења финансирања УНРВА-е. Проценили су да ће укупан број смртних случајева повезаних са сукобом у Гази вероватно бити 3 до 15 пута већи од пријављеног броја жртава. Множењем пријављених смртних случајева са пет, тврдили су да би се „186.000 или чак више смртних случајева могло приписати тренутном сукобу у Гази“. Спагат је написао да њихова процена „нема чврсту основу и да је невероватна“, али је било „фер скренути пажњу на чињеницу да неће све смрти бити директно насилне“, и назвао је број жртава у Гази „запањујуће високим“. Према речима Доналда Блоксама, „систематско ометање снабдевања Газе“ је израелска политика, што чини нетачним називање ових смрти „индиректним“.
Према писму из октобра 2024. које су упутили амерички здравствени радници који су служили у Гази од 7. октобра 2023. године, најконзервативнија процена је била да је најмање 62.413 људи у Гази умрло од глади, већином мала деца, а најмање 5.000 људи је умрло због недостатка приступа лечењу хроничних болести.

### Глад и блокада
У фебруару 2024. године, Чувари људских права и Амнести интернешонал објавиле су саопштења у којима се проглашава да Израел није поступио у складу са пресудом МСП-а од 26. јануара о спречавању геноцида блокирањем уласка помоћи у Газу. Извештај организације Рефуџиз интернешонал је утврдио да је Израел „конзистентно и неосновано ометао операције пружања помоћи у Гази“. Историчарка Мелани Таниелијан тврди да би гладовање и блокада требало да буду у првом плану као методе геноцида, уз масовно бомбардовање. У априлском извештају, Б'Целем је назвао велику глад која се развија „производом намерне и свесне израелске политике“.
У октобру 2023. године, Светски програм за храну упозорио је на смањење залиха хране у Гази, а у децембру је, заједно са УН, известио да више од половине становништва Газе „умире од глади“, мање од сваке десете особе једе сваки дан, а 48% пати од „екстремне глади“. Палестински министар спољних послова Ријад ел Малики поменуо је „израелско намерно коришћење глади као оружја у рату против људи које је окупирао“; израелски званичник назвао је оптужбу „клеветничком крвљу“ и „заблудом“. У децембру 2023. године, организација Чувари људских права је утврдила да Израел користи глад као оружје у рату, намерно ускраћујући приступ храни и води Палестинцима. У јануару 2024. године, стручњаци УН оптужили су Израел да „уништава прехрамбени систем Газе и користи храну као оружје против палестинског народа“. У фебруару 2024. године, министар финансија Безалел Смотрич лично је блокирао улазак пошиљки брашна које су финансирале САД у Газу, кршећи обећања која је Израел дао влади САД.

Специјални известилац Уједињених нација за право на храну, Мајкл Фахри, рекао је да је Израел „крив“ за геноцид јер је „Израел објавио намеру да уништи палестински народ, у целини или делимично, само зато што је палестински“ и зато што Израел ускраћује храну Палестинцима обустављањем хуманитарне помоћи и „намерним“ уништавањем
малих рибарских бродова, пластеника и воћњака у Гази... Никада нисмо видели да је цивилно становништво тако брзо и тако потпуно изгладнело, то је консензус међу стручњацима за гладовање. Израел не циља само цивиле, већ покушава да уништи будућност палестинског народа тако што ће наудити њиховој деци.
Након пресуде МСП-а, број камиона са помоћи којима је Израел дозволио улазак у Газу опао је за 40%. У мартовској потврди привремених мера од стране МСП-а, суд је истакао „невиђене нивое несигурности у снабдевању храном које су Палестинци доживели у Појасу Газе последњих недеља, као и све већи ризик од епидемија“, признајући да је од јануарске наредбе Суда постојао „недостатак израелског поштовања прописа“, што је резултирало даљим погоршањем „катастрофалних животних услова“.
У марту 2024. године, 12 израелских организација за људска права потписало је отворено писмо у којем оптужују Израел да се не придржава пресуде МСП-а о спречавању геноцида олакшавањем испоруке хуманитарне помоћи. У априлу је специјални известилац УН за право на здравље Тлаленг Мофокенг рекао да Израел „убија и наноси непоправљиву штету палестинским цивилима својим бомбардовањима“, додајући: „Они такође свесно и намерно намећу глад“ и оптужио Израел за „геноцид“.
У октобру 2024. године, Израел је наводно усвојио модификовану верзију Генералског плана. Предложени план је укључивао наређења свим становницима северне Газе да напусте земљу у року од недељу дана; потпуну обуставу уласка воде, хране и горива у Газу; а затим хапшење или убијање свих који су остали. До средине октобра 2024. године Израел је наредио евакуацију северне Газе и спречио улазак хуманитарне помоћи скоро две недеље. Према речима Стивена Девероа, смртни случајеви који су се могли избећи услед глади као резултат израелске политике „готово сигурно представљају ратни злочин и злочин против човечности“.
Међународни кривични суд је 21. новембра 2024. године издао налоге за хапшење израелског премијера Бенјамина Нетанјахуа и бившег министра одбране Јоава Галанта, тврдећи да њих двојица „сносе кривичну одговорност за ратни злочин изгладњивања као методе ратовања“.
Израел је укинуо ограничења на помоћ Гази у јануару и фебруару 2025. године током прве фазе јануарског примирја. Међутим, 2. марта, Израел је објавио да ће сва хуманитарна помоћ бити блокирана на неодређено време, осим ако Хамас не пристане да измени услове споразума о примирју, што је Хамас одбио да учини. У року од четири дана, залихе хране у Гази су се брзо исцрпеле, док се цена хране више него удвостручила. Хуманитарне агенције попут Оксфама и УНИЦЕФ-а упозориле су на масовну глад ако се замрзавање помоћи настави. Шефица политике Оксфама, Бушра Халиди, предвидела је „потпуни колапс система који одржавају живот“. Адвокат Салах Абдел-Ати рекао је да су израелске акције незаконите према Женевским конвенцијама, које забрањују уништавање или ускраћивање основних потрепштина попут хране у борбеним зонама.
У мају 2025. године, након што је два и по месеца блокирао увоз све хране, лекова и горива, Нетанјаху је објавио да ће Израел дозволити „минималну хуманитарну помоћ“ у Газу због међународног притиска. Израел је предложио коришћење приватних компанија за дистрибуцију помоћи само југу Газе. План подржавају САД, које су основале Хуманитарну фондацију за Газу (ГХФ) како би се помоћ испоручивала без „крађе, пљачке или искоришћавања ове помоћи од стране Хамаса“. Шеф Уједињених нација за помоћ Том Флечер критиковао је план, рекавши да „присиљава даље расељавање“ и „условљава помоћ политичким и војним циљевима“. Бројни Палестинци су убијени од стране израелских снага док су се приближавали местима за дистрибуцију помоћи ГХФ-а.

### Намерно уништавање цивилне инфраструктуре
- Уништење у Рафи после повлачења израелских снага, Појас Газе
- Штета после израелског бомбардовања комшилука Ел-Ремал у граду Гази, 9. октобар 2023.
- Палестински Црвени полумесец испитује уништено амбулантно возило у Деир ел-Бали, Појас Газе
- Уништење УНРВА дома здравља „Ел-Шеик”, фебруар 2024.
- Дим и ватра пошто је погођена стамбена зграда у граду Гази

Марк Левен и Елис Семерџијан лоцирају масовно уништавање инфраструктуре у оквиру израелске доктрине Дахија, која се спроводи против Газе од 2006. године, при чему Левен то назива урбицидом и оруђем геноцида. У октобру 2024. године, часопис Forensic Architecture је закључио: „Израелска војна кампања у Гази је организована, систематска и има за циљ уништавање услова живота и инфраструктуре која одржава живот“. Гардијан је у јулу 2025. објавио да је „око 70% објеката у Гази или потпуно уништено или тешко оштећено“. Израел наводно плаћа извођачима радова до 5.000 шекела (око 150.000 српских динара) по срушеној згради.
У извештају из децембра 2024. године, организација Чувари људских права је оптужила Израел за почињење геноцида у Гази циљајући водоводну и санитарну инфраструктуру и ускраћујући Палестинцима адекватан приступ води. У извештају се наводи да је Израел намерно оштетио соларне панеле који напајају постројења за пречишћавање, резервоаре и складишта, док је блокирао материјал за поправку и гориво за генераторе, прекидао снабдевање електричном енергијом и нападао раднике. Током зиме, најмање 15 деце је умрло од хипотермије због уништавања стамбених објеката и енергетских постројења од стране Израела.
У јулу 2025. године, ББЦ је известио да је Израел извршио контролисано рушење цивилне инфраструктуре, што је потенцијално кршење Женевске конвенције. ББЦ је известио да је портпарол Израелских одбрамбених снага рекао: „Хамас и друге терористичке организације крију војну имовину у густо насељеним цивилним подручјима. Израелске одбрамбене снаге идентификују и уништавају терористичку инфраструктуру која се налази, између осталог, унутар зграда у тим подручјима.“ У мају 2025. године објављено је да је Нетанјаху на затвореном састанку рекао: „Уништавамо све више и више домова. Немају где да се врате. Једини неизбежан исход биће жеља становника Газе да емигрирају ван Појаса Газе.“

### Присилно расељавање
- Расељени људи се враћају кућама кроз улицу Ал-Рашид после примирја, јануар 2025, Појас Газе
- Фотографија расељених из ваздуха у северном Нусеирату, који чекају да се врате кућама, Појас Газе
- Фотографија кампа Ал-Маваси где расељени живе у шаторима, Појас Газе

Израел је 6. октобра 2024. године прогласио северну Газу борбеном зоном и наредио евакуацију цивилног становништва. И израелски војни аналитичари и Центар за људска права Ал-Мезан тврдили су да је ово била прва фаза „Генераловог плана“, политике коју је предложио бивши израелски генерал Гиора Еиланд како би се Палестинци протерали из Газе.
Чувари људских права извештавају да израелско систематско присилно расељавање Палестинаца у Гази представља ратне злочине и злочине против човечности. Од октобра 2023. године, израелске наредбе о евакуацији раселиле су 1,9 милиона људи - скоро целокупно становништво Газе - путем нејасних, недоследних директива, често издатих усред бомбардовања, остављајући цивиле без безбедних рута или одредишта. Хуманитарне зоне су више пута нападнуте, док је Израел блокирао помоћ, што је довело до глади, уништене инфраструктуре и ненастањивих услова. Високи израелски званичници отворено су изјавили намере да смање територију Газе и протерају Палестинце, појачавајући политику етничког чишћења и трајног расељавања. Канцеларија УН за људска права саопштила је да Израел можда изазива „уништење палестинског становништва у најсевернијој губернији Газе кроз смрт и расељавање“. Јужна Африка и други су критиковали евакуације из Појаса Газе као кључну компоненту геноцида.

### Напади на здравство и спречавање рађања
- Уништење УНРВА дома здравља „Ел-Шеик”, фебруар 2024.
- Палестински Црвени полумесец испитује уништено амбулантно возило у Деир ел-Бали, Појас Газе

У новембру 2023. у часопису Ланцет и у фебруару 2024. у часопису Би-Ем-Џеј глоубал хелт, више лекара је детаљно описало како циљање здравствене инфраструктуре и медицинског особља у Гази, заједно са реториком израелских политичара, представља геноцид. Правни стручњаци су подржали ову процену. Здравствени систем Газе суочио се са хуманитарном кризом као резултат израелског напада: болнице су почеле да се затварају од 23. октобра јер им је понестало горива. Када су болнице остале без струје, више превремено рођених беба на одељењима интензивне неге новорођенчади је умрло. У израелским ваздушним нападима убијени су бројни медицински радници, а амбулантна возила и здравствене установе су уништене. Лекари без граница известили су да су бројна амбулантна кола и медицинске установе оштећене или уништене, а лекари организације убијени. Министарство здравља Газе саопштило је да је здравствени систем „потпуно урушен“. У априлу 2024. године, специјални известилац УН за право на здравље Тлаленг Мофокенг рекао је: „Уништавање здравствених установа наставља да се пење до размера које тек треба у потпуности квантификовати.“
Верује се да је од фебруара 2025. године најмање 160 здравствених радника из Газе притворено у Израелу, а још 24 се воде као нестала након што су одведена из болница у Гази. Директор болнице Ал-Шифа, Мохамед Абу Селмија, који је био притворен седам месеци и пуштен без подизања оптужнице, детаљно је описао злостављања са којима се суочио и рекао да „ниједан дан не прође без мучења“ у израелским затворима.
У марту 2025. године, истрага УН закључила је да је Израел починио геноцидне акте у Гази систематским уништавањем њених установа за репродуктивно здравље, истовремено намећући опсаду спречавајући неопходне лекове за порођаје, трудноће и неонаталну негу, узрокујући „неповратну“ штету репродуктивним изгледима Палестинаца у Гази. Комисија је такође утврдила да су израелске снаге намерно уништиле Центар за вантелесну оплодњу „Ал-Басма”, главну клинику за вантелесну плодност у Гази, која је месечно опслуживала 2.000 до 3.000 пацијената. Израел је у нападу уништио око 4.000 ембриона и 1.000 узорака сперме и неоплођених јајних ћелија. Нису пронађени докази да је зграда коришћена у војне сврхе. Комисија је закључила да је уништење клинике „била мера намењена спречавању порођаја међу Палестинцима у Гази, што је геноцидни чин“.
Такође у марту 2025. године, стручњаци УН су известили да су открили да је Израел систематски уништавао здравствене установе за жене и користио сексуално насиље као ратну стратегију, чиме је спроводио геноцидне акте против Палестинаца.

### Уништавање културних, верских и образовних објеката
- Уништена џамија у граду Џабалија [], 20. јануар 2025.
- Рушевина културног центра Рашад Шава []
- Џамија у Хан Јунису, 8. октобар 2023.

Амнести интернешонал напомиње да „иако се уништавање историјске, културне и верске имовине или наслеђа не сматра забрањеним чином према Конвенцији о геноциду, МСП је утврдио да такво уништавање може пружити доказ о намери да се физички уништи група када се изводи намерно.“
Од 7. октобра 2023. године, Израелске одбрамбене снаге су оптужене за употребу прекомерне силе против десетина школа и болница; крађу; окрутно и непотребно скрнављење и сакаћење преминулих Палестинаца; и неправљење никакве, или неадекватне, разлике између снага Хамаса и цивила. Циљање културних и образовних објеката такође је наведено као геноцидни чин, као и употреба белог фосфора.
Дана 18. априла 2024. године, стручњаци УН у Женеви осудили су Израел због његовог „школастицида“ у Гази, утврдивши да је уништио више од 80% школа и убио 5.000 ученика, 261 наставника и десетине професора.
Амнести је идентификовао најмање четири случаја у којима „није постојала императивна војна потреба“ за намерно уништавање културних и верских објеката у Гази: уништење кампуса Ал-Муграка Универзитета Ал-Азхар, кампуса Ал-Захра Универзитета Исра, џамије Ал-Дилал и гробља Бани Сухеила у Хан Јунису и џамије Ал-Истиклал у Хан Јунису. Амнести је указао на ставове и понашање израелских војника учествованих у рушењу ових објеката у видео записима објављеним на друштвеним мрежама као доказ да су ове акције показале геноцидну намеру. Амнести је такође приметио укупан обим уништавања културних, историјских и верских објеката у Гази, укључујући централну архиву Газе.
До јануара 2025. године, Израел је уништио 815 џамија и 19 гробља током рата у Гази.
У јуну 2025. године, стручњаци УН објавили су извештај у којем се наводи да је Израел починио злочин против човечности истребљењем због „убијања цивила који су се склонили у школама и верским објектима“. Према извештају, Израел је уништио преко 90% образовних зграда у Гази.

### Тешке телесне и менталне повреде и сексуално насиље
- Јамен је рањен у ногу током свог шестог избеглиштва у избегличком кампу Џабалија, те је бежао повређен
- Палестинска избеглица износи своје повређене унуке из кампа Нусеират после израелског бомбардовања, Појас Газе

Израел је оптужен за неселективна масовна притварања и документовано је да упућује претње сакаћењем, смрћу, паљевином и силовањем, и мучењем Палестинаца притворених без оптужби.
До марта 2024. године, процењено је да је 17.000 жртава било „рањена деца, без преживеле породице“ (ВЦНСФ), што је нови медицински термин.
У августу 2024. године, Канцеларија високог комисије УН за људска права (УНХЦР) је известила да је примила сведочења Палестинаца затворених у притворском логору Сде Тејман о силовању и сексуалном нападу почињеном над притвореницима. Институт Лемкин сматра да овај и слични извештаји указују на „сексуализовано насиље током геноцида“, односно сексуално насиље које се користи за уништење групе.
Од 25. августа 2024. године, УН процењује да је већина од 2,2 милиона људи је ограничено на отприлике 15 sq mi (39 km2) , што узрокује критичан недостатак основних услуга, попут чисте воде, и болести које се шире, попут хепатитиса Ц.
Број повређених од 7. октобра 2023. године услед израелских војних акција је већи од 100.000, а Газа има највише деце са ампутираним удицама по глави становника у свету.
Амнести је известио да образац злостављања у израелским затворима „подвлачи систематску дехуманизацију и ментално и физичко злостављање Палестинаца у Гази и да се може узети у обзир и приликом закључивања о геноцидној намери из обрасца понашања“. Према Независној међународној истражној комисији, насиље засновано на полу и сексуално насиље почињено је „да би се доминирао, угњетавао и уништио палестински народ у целини или делимично“.

## Геноцидна намера
У склопу случаја „Defense for Children International – Palestine et al v. Biden et al“, историчар Бери Трахтенберг је сведочио да постоји консензус међу историчарима геноцида да је ситуација у Гази геноцид, углавном зато што изјаве израелских званичника то јасно показују. Рекао је: „Док говоримо, посматрамо како се геноцид одвија. Налазимо се у овој невероватно јединственој позицији где можемо да интервенишемо да га зауставимо, користећи механизме међународног права који су нам доступни.“
У отвореном писму објављеном у октобру 2023. године, научници су написали да изјаве израелских званичника од 7. октобра указују на намеру да се изврше геноцид. Дана 11. јуна 2024. године, званични израелски Твитер налог објавио је да су „цивили из Газе учествовали у ужасним догађајима од 7. октобра“, касније наводећи изјаву да „тамо нема невиних цивила“.
Дана 7. октобра, Нетанјаху је рекао да ће Израел „наплатити огромну цену од непријатеља“ и претворити скровишта Хамаса „у рушевине“. Професор Омер Бартов тумачи ове изјаве као геноцидну намеру. Научник Марк Левен је приметио све већу реторику геноцида и етничког чишћења под претходним Нетанјахуовим владама. Ово је подржала Тиа Голденберг у АП њузу. Израелски историчар Раз Сегал и правни стручњак Луиђи Данијеле такође су указали на све већу геноцидну реторику пре октобра 2023. године, истичући чланак у листу Тајмс оф Израел из маја 2023. године у којем се наводи да је једини начин да се постигне мир „уништење“ Палестине и да је постојање Палестине „увреда за друштво, морал, човечанство“. Чланак даље позива на преваспитавање Палестинаца и изјављује да они могу уживати у правима само ако више не постоје као нација. Сегал и Данијеле повлаче паралеле између реторике тог чланка и научних радова који указују на реторику руских медија о руској инвазији на Украјину као геноцидну. Сегал и Данијеле такође указују на претходне коментаре министра националне безбедности Итамара Бен-Гвира, бивше посланице Кнесета Ајелет Шакед и Смотрича, који су у фебруару 2023. године позвали на уништење палестинских села на Западној обали. Стручњак за геноцид Шмуел Ледерман детаљно је описао како су ови Смотричеви коментари, заједно са другима који поричу палестинску националност и позивају на њихово уништење или уклањање са територије коју полаже право Израел, били у првом плану политичких дискусија руководства Хамаса у Гази пре октобра 2023. Вести су у време Смотричевих коментара такође истицале њихову геноцидну природу.
Анатомија геноцида, извештај који је у марту 2024. године представио Франческу Албанезе, специјални известитељ о стању људских права на палестинским територијама окупираним од 1967. године, закључио је да је Израел вршио акте геноцида. Албанезе је написала да се геноцидна намера може закључити из „укупности понашања усмерених на укупност Палестинаца, на укупности окупиране палестинске територије“. Израел је одбацио извештај. У другом извештају, Геноцид као колонијално брисање, објављеном 28. октобра за Генералну скупштину УН, известиоца је оптужила Израел да „спроводи систематску кампању присилног расељавања, уништења и геноцидних чинова против Палестинаца у Гази и на Западној обали“. У случају геноцида над Рохинџама пред МСП-ом, неколико држава (укључујући Велику Британију и Немачку) подржало је лабавији стандард доказа за поткрепљивање геноцидне намере него што је МСП користио у прошлости – што је често најтежи део правног доказивања геноцида. Државе су тврдиле да МСП треба да „усвоји уравнотежен приступ који признаје посебну тежину злочина геноцида, а да притом не учини праг за закључивање геноцидне намере толико тешким за испуњење да би закључци о геноциду били готово немогући“.
Поновљено позивање Амалека и фраза „сетите се шта вам је Амалек учинио“ од стране израелског премијера Бенјамина Нетанјахуа током рата сматрана је доказом геноцидне намере од стране многих критичара, укључујући и Јужну Африку. „Сетите се шта вам је Амалек учинио“ се користи на споменицима Холокауста, укључујући Јад Вашем. Ноа Ланард из Мадер Џоунс назвао је стихове који говоре о Амалеку међу најнасилнијим у Библији и написао да они имају дугу историју коришћења од стране Јевреја на крајњој десници да би оправдали убијање Палестинаца. Амалек је био „непријатељ коме је Бог наредио геноцид над древним Израелцима“, а научници су назвали стих примером „божански наложеног геноцида“.

### Израелски министри
Према речима академика Марка Левена и Абделвахаба Ел-Афендија, од 7. октобра 2023. године, званични и полузванични извори користе реторику која сугерише геноцидну намеру. Израелски адвокат за људска права Мајкл Сфард рекао је да су напади 7. октобра, криза талаца у Гази и ратни злочини Хамаса „изазвали бес који је трансформисао оно што је била реторика маргинализованих група у поплаву изјава које сада дају политичари, новинари и познате личности, ... пружајући „ветар у леђа“ другима да сматрају такав говор прихватљивим. Додао је:
Навикли смо на геноцидну реторику која долази од Хамаса. Хамасов пакт садржи очигледне тешке антисемитске чланове, а такође и неке који би се могли протумачити као изражавање жеље за елиминисањем Јевреја у Израелу. ... У прошлости се унутар Израела сматрало да је то изван граница легитимитета тако говорити о Палестинцима. ... Али 7. октобар је пробио ту црвену линију.
Израелски министар одбране Јоав Галант је 9. октобра 2023. године рекао:
Наредио сам потпуну опсаду Појаса Газе. Неће бити струје, хране, горива. Све је затворено. Боримо се против људских животиња и понашамо се у складу са тим.
Изјава је окарактерисана као дехуманизација. Према речима Кенета Рота, док неки оправдавају ову опаску као да се односи само на Хамас, контекст јасно показује да се „људске животиње“ односе на све у Гази. Дана 10. октобра, Галант је рекао: „Газа се неће вратити на оно што је била пре. Неће бити Хамаса. Све ћемо елиминисати.“
Израелски министар пољопривреде Ави Дихтер позвао је на то да рат буде „Газина Накба “. Министар за наслеђе Амихаи Елијаху позвао је на бацање атомске бомбе на Газу. Министар комуникација Шломо Кархи залагао се за присилно уклањање цивила и за то да Израел насели регион, став који су подржали и други министри. Дов Ваксман је рекао да се нека реторика коју користе десничарски министри може сматрати „потенцијално геноцидном“ у својој дехуманизацији палестинских цивила. Додао је да ове изјаве могу имати само ограничен утицај на израелску политику, јер су их изнели министри „који нису у ратном кабинету“, али су и даље забрињавајуће.

У фебруару 2024. године, Меј Голан, министарка за социјалну равноправност и министарка за оснаживање жена, одржала је говор у Кнесету у којем је рекла:
Лично сам поносан на рушевине Газе и на то што ће свака беба, чак и за 80 година, причати својим унуцима шта су Јевреји радили када су убијали њихове породице, силовали их и киднаповали њихове грађане! Ни голуб, ни лист маслине, само мач - да одсеку Синвару главу!
Израелски министар енергетике (касније одбране) Израел Кац је рекао: „Свом цивилном становништву у Гази је наређено да одмах напусти земљу. Победићемо. Неће добити ни кап воде нити једну батерију док не напусте свет.“
Дана 29. априла 2024. године, министар финансија Бецалел Смотрич је рекао: „Нема полумера... Рафа, Деир ел-Бала, Нусеират – потпуно уништење. 'Избрисаћеш сећање на Амалика под небом.'“ Израелске новине Харец су описале његове коментаре као позив на геноцид. У августу, Смотрич је рекао да би „могло бити оправдано и морално“ „изгладњивати 2 милиона људи“, жалећи се што свет то не би дозволио. Члан Кнесета Офер Касиф тврди да план за геноцид датира још од Смотричевог плана покоравања из 2017. године. Касиф је рекао: „У текућој расправи о томе у којој мери поступци Израела представљају злочин геноцида, овај план треба да послужи као главни доказ за тужилаштво.“ Дана 6. маја 2025. Смотрич је рекао да ће Газа бити „потпуно уништена“ и да ће Палестинци „у великом броју отићи у треће земље“.

### Израелски председник и чланови израелског парламента
Председник Исак Херцог окривио је „цео народ“ Палестине за напад 7. октобра. Додао је: „Није истина ова реторика о томе да цивили нису свесни, да нису укључени.“ Херцог је касније тврдио да су његове речи извучене из контекста, рекавши да је покушавао да истакне „умешаност многих становника“ и да је прихватио да у Гази постоје невини Палестинци.
Заменик председника Кнесета Нисим Ватури написао је да влада дозвољава превише помоћи да уђе у Газу и да ИДФ треба да „спали Газу одмах“. Рекао је да је циљ Израела „брисање Појаса Газе са лица Земље“. Када га је Кол Барама замолио да појасни своје изјаве, Ватури је поновио да Газа и њени становници морају бити уништени, рекавши: „Не мислим да тамо сада има невиних људи... Ако тамо има невине особе, знаћемо за њу. Ко год да остане тамо треба да буде елиминисан, тачка.“ Године 2025, Ватури је назвао Палестинце „нитковима“ и „подљудима“ и позвао на убијање одраслих мушкараца у Гази.
Јицак Кројзер, који представља екстремно десничарску странку Оцма Јехудит у Кнесету, рекао је да „Појас Газе треба сравнити са земљом и да за све њих постоји само једна казна, а то је смрт“. Тали Готлив из странке Ликуд позвао је на употребу нуклеарног оружја против Газе. Моше Сада, такође из странке Ликуд, с одобравањем је цитирао познаника који му је рекао да сви у Гази треба да буду убијени. Ариел Калнер из странке Ликуд написао је да постоји „један циљ: Накба! Накба која ће засенити Накбу из [1948]. Накба у Гази и Накба за свакога ко се усуди да се придружи“.
У јануару 2025. године, осам чланова Одбора за спољне послове и одбрану Кнесета потписало је писмо министру одбране Израелу Кацу у којем предлаже да Кац нареди уништење свих залиха хране и енергије у Гази и „убије свакога ко нема белу заставу“. Палестински званичник Равхи Фатух је о писму рекао: „Кнесет је постао јазбина крвожедних екстремиста... сада су запањени што су Палестинци у Гази још увек живи“.
Чланови Кнесета Амит Халеви и Лимор Сон Хар-Мелех нису се сложили са лекаром који је тврдио да деца која пате у Гази треба да добију „лекове против болова или минималан медицински третман“. Халеви је рекао: „Када се борите против овакве групе, разлике које постоје у нормалном свету не постоје.“ Сон Хар-Мелех је рекао лекару: „Једини третман који је овде потребан је за вас.“ Халеви и Сон Хар-Мелех су такође тврдили да су извештаји о глади у Гази лажи Хамаса. Халеви је раније рекао: „Желимо да окупирамо територију да бисмо је очистили од непријатеља; у супротном, он ће поново убити вашу децу и отети ваше унуке.“

### Други израелски званичници
Генерал-мајор Гасан Алијан, координатор владиних активности на територијама, рекао је: „Неће бити струје ни воде [у Гази], биће само разарање. Желели сте пакао, добићете пакао.“
Бивши генерал-мајор израелске војске Гиора Еиланд је написао: „Газа ће постати место где ниједно људско биће не може да постоји“ и „Стварање тешке хуманитарне кризе у Гази је неопходно средство за постизање циља“. Израелски научник Омер Бартов је приметио да ниједан израелски политичар нити било ко у израелској војски није осудио ову изјаву.
Говорећи о израелском бомбардовању Газе, портпарол израелске војске Данијел Хагари је рекао: „Док уравнотежујемо тачност са обимом штете, тренутно смо фокусирани на оно што узрокује максималну штету“. Правни стручњаци су ово протумачили као намеру да се уништи Газа.
Крајње десничарски политичар Моше Фејглин је рекао: „Постоји једно и једино решење, а то је потпуно уништење Газе пре инвазије на њу.“ У мају 2025. године, Фејглин је изјавио да је „свако дете, свака беба у Гази непријатељ“.  Министар економије Нир Баркат је рекао: „Не сећам се да су Британија или Сједињене Државе, на крају Другог светског рата које су бомбардовале Дрезден, размишљале о становницима.“ Академици, неизраелски политичари и новинске организације такође су се позивали на бомбардовање Дрездена како би оправдали израелско бомбардовање Газе.
Израелска амбасадорка у Великој Британији Ципи Хотовели, блиска савезница Нетанјахуа, оптужена је за подстицање геноцида у радио интервјуу са Ијаном Дејлом . Хотовели је рекла да је ИДФ циљала „сваку школу, сваку џамију, сваку другу кућу“ како би уништила мрежу тунела Хамаса у Гази. Дејл је приговорио да је то аргумент за уништење целе Газе. Хотовели је одговорила: „Имате ли друго решење?“
Правни стручњак Нимер Султани истиче изјаве израелских војних команданата који воде копнене операције у северној Гази, а које позивају на депопулацију и приступ „спржене земље“. Војници су поновили таква осећања на друштвеним мрежама. Историчар Јоав Ди-Капуа указује на све већи број официра и војника који су део Хардала, за који Ди-Капуа каже да следи геноцидну идеологију. Бивши израелски министар одбране Моше Јаалон рекао је: „Пут којим нас тренутно воде укључује освајање, анексирање и етничко чишћење.“
У марту 2025. године, израелски амбасадор у Аустрији Давид Роет предложио је да се палестинска деца која „држе пиштоље“ у Гази погубе, али није пружио доказе да се то догодило и одбацио је забринутост због цивилних жртава.

### Други докази о геноцидној намери
Професорка Марјам Џамшиди наводи изјашњени циљ Израела да „уништи Хамас, укључујући и истребљење његовог политичког и административног руководства и уништење његових цивилних полицијских снага и војног крила“, и циљање „интелектуалног, културног и верског руководства Газе“. Позивајући се на претходне аргументе о босанском геноциду, она пише да се геноцидна намера може доказати „кроз доказе да су цивилно руководство заштићене групе, као и њена војска и снаге за спровођење закона, били циљани за елиминацију“ када то чини остатак групе рањивијим на незаконите злоупотребе као што је присилна миграција. Циљање цивилних организација које контролише Хамас је незаконито према међународном праву.
Џамшиди тврди да „дугогодишњи образац израелског понашања према Палестинцима“ – као што су блокада Газе и уништавање цивилне инфраструктуре током претходних ратова – велики број смртних случајева цивила током рата, „масовно присилно расељавање и етничко чишћење“ под маском хуманитарних безбедних зона, „праксе ИДФ-а које поткопавају тврдњу Израела да је његов 'рат' само против Хамаса“, обиље забележених злочина и извештаји УН који подржавају налаз геноцида повећавају вероватноћу да ће МСП пресудити у корист Јужне Африке.
Професор Џон Б. Квигли је тврдио да се услови за живот које је рат наметнуо Гази могу користити као доказ геноцидне намере у одсуству директних доказа, јер су толико деструктивни да је Израел требало да зна да ће резултирати истребљењем Палестинаца у Гази.
Крајем 2023. године, Канадска радиодифузна корпорација је известила да „све већи број академика, правних стручњака и влада оптужује израелску владу за спровођење геноцида“. Адвокатица за људска права Сузан Акрам је рекла: „Опозиција је политичка, јер постоји консензус међу међународном правном заједницом за људска права, многим другим правним и политичким стручњацима, укључујући многе стручњаке за холокауст, да Израел врши геноцид у Гази“.
Док Израел и његове присталице, укључујући САД, поричу оптужбу, „све већи број стручњака за геноцид и стручњака за међународно право“ користи геноцид да опише израелске поступке. Извештај Амнести интернешенела из децембра 2024. „додаје утицајан глас растућој листи актера који су оптужили Израел за геноцид“, одражавајући како „групе за људска права и међународни правници све више верују да његови поступци у Гази представљају геноцид према суженој дефиницији усвојеној 1948. године“. Професор права Адил Ахмад Хак рекао је да извештај описује озбиљна кршења међународног хуманитарног права, да Амнести „исправно примењује постојећи закон“, на основу „својих опсежних чињеничних налаза“. Након извештаја Амнестија, Чувари људских права је постао „последњи међу све већим бројем критичара који оптужују Израел за геноцидна дела“ у Гази, али није дефинитивно рекао да ли је постојала намера потребна за злочин геноцида.

### Студије холокауста и геноцида
Мишљења изражена 2023. године од стране научника који се баве проучавањем холокауста и геноцида била су различита. Крајем 2024. године, Гардијан је известио о континуираној подели у овој области, где се „многи држе по страни“. Раз Сегал, који је израелске акте назвао „уџбеничким примером геноцида“ на почетку, рекао је да је рат „погоршао фундаменталну пукотину која је дуго делила заједницу“. У мају 2025. године, Национални центар за геноцид (НРЦ) је написао да су водећи научници који се баве геноцидом „изненађујуће једногласни“ да Израел чини геноцид. Угур Умит Унгор је рекао за НРЦ да се „јаз између историчара холокауста и њихових колега који геноциде посматрају у ширем контексту смањује“.
Други научници су такође назвали израелске нападе на инфраструктуру, храну и воду геноцидним. У октобру 2023. године, 100 организација цивилног друштва и шест стручњака за геноцид позвали су Карима Кана из Међународног кривичног суда да изда налоге за хапшење израелских званичника за случајеве који су већ пред тужиоцем; да истражи нове злочине почињене од 7. октобра на палестинским територијама, укључујући подстицање на геноцид ; да изда превентивну изјаву против ратних злочина; и да подсети све државе на њихове обавезе према међународном праву. У писму се наводи да су изјаве израелских званичника показале „јасну намеру да се почине ратни злочини, злочини против човечности и подстицање на геноцид, користећи дехуманизујућу речник за описивање Палестинаца“. У октобру 2024. године, Раз Сегал, Адам Џоунс, Ернесто Вердеха и Мајкл Бекер рекли су да постоје докази о геноциду у Гази, док је Дов Ваксман рекао да нема довољно доказа о „намери да се уништи“, иако је новинар који га је интервјуисао приметио да је он једини стручњак који је и даље имао ово мишљење.
Омер Бартов је рекао: „Могућност геноцида нам гледа право у лице“, и написао: „Моја највећа брига док посматрам како се рат између Израела и Газе одвија јесте да постоји геноцидна намера, која лако може прерасти у геноцидно деловање.“ Као одговор на Бартовљев чланак, петоро стручњака за холокауст, иако су признали „гнусне изјаве израелских званичника које се не могу игнорисати“, рекли су да је само неколико званичника дало такве изјаве и оправдало их указујући на злочине Хамаса. Научници су тврдили да дехуманизујућа лексика „није доказ геноцидне намере“. Бартов је касније рекао да од маја 2024. „више није могуће порећи да је Израел био укључен у систематске ратне злочине, злочине против човечности и геноцидне акције“, напомињући да је врло мало људи у Израелу (осим Палестинаца) имало овај став. Бартов је касније назвао операције у Џабалији „очигледно геноцидним“.
Мартин Шо тврди да се термин „геноцид“ недовољно користи, јер државе желе да „избегну одговорности за спречавање и кажњавање“ које конвенција намеће; штавише, тврди он, постоји „посебна одбојност према истраживању његових импликација на понашање Израела. Западне државе настављају да га штите из погрешног уверења да Јевреји, будући да су били главне историјске жртве геноцида, не могу бити и његови починиоци.“ У јануару 2024. године, Шо је приметио да, иако је примена оквира геноцида на Палестину, речима једног коментатора, „уобичајено изазивала фанатични отпор“, природа израелског напада на Газу „представљала је стратешки избор“ а не ненамерну последицу, те је стога називање геноцидом било и оправдано и неизбежно.
Професорка Викторија Санфорд упоредила је догађаје у Гази са геноцидом у Гватемали . Санфорд и научници Бари Трахтенберг и Џон Кокс детаљно су описали сличности између изјава израелских владиних званичника и министара и оних датих током геноцида у Гватемали, Руанди, Босни, Дарфуру, северном Ираку и Мјанмару.
Шмуел Ледерман је назвао израелске акције геноцидним насиљем, али не користи термин „геноцид“, критикујући поједностављивање намере у том термину. Он смешта ситуацију у Гази унутар дуге и континуиране историје угњетавања, укључујући масовни надзор, колективно кажњавање, ограничења путовања и рада и колонијализам досељеника.
Дидије Фасин је упоредио израелске акције у Гази са геноцидом над Херерима и Намама . Историчар холокауста Tal Bruttmann, социолог Лук Болтански и други критиковали су Фасинове аргументе, називајући његову аналогију са контекстом немачког колонијализма неприкладном. Као одговор на ове и друге критике, Фасин је истакао три реторичке формације за које каже да су се више пута појављивале: представљање 7. октобра 2023. као почетка догађаја, игноришући било какву историју пре тога; хиперболичке тврдње; и изобличење.
Амос Голдберг је рекао да израелске акције у Гази показују све елементе геноцида, наводећи експлицитну намеру високих званичника, широко распрострањено подстицање и свеприсутну дехуманизацију Палестинаца у израелском друштву. Рекао је: „Оно што се дешава у Гази је геноцид јер Газа више не постоји.“ Његов колега Данијел Блатман се сложио.
У јануару 2024. године, научник Марк Левен је детаљно описао како су акције Израела у најмању руку етничко чишћење, у складу са политичким документом израелског министарства обавештајних служби о присилном и трајном премештању свих становника Газе, који подржава Нетанјахуова влада. Левен такође тврди да акције Израела и изјаве његових политичара показују да се бави геноцидом. Историчар Доналд Блоксам пише да га дебата не занима јер „не прави моралну разлику“, „иако је много тога што се догодило у потпуности у складу са геноцидом“.
Норман Џ. В. Года и Џефри Херф одбацују тврдње да Израел врши геноцид и сматрају их тактиком делегитимизације Израела као државе. Года тврди да је оптужба за геноцид против Израела препуна антисемитских клишеа, називајући је „геноцидном клеветом“.

### Блискоисточне студије
У марту 2024. године, Удружење за студије Блиског истока осудило је „убрзавајући обим геноцидног насиља које се наноси палестинском становништву Газе“, рекавши да понашање Израела представља културни геноцид.
У истраживању Института Брукингс, спроведеном у мају – јуну 2024. године, 758 научника са Блиског истока, већином у САД, питано је: „Како бисте дефинисали тренутне војне акције Израела у Гази?“ Одговори су били: „велики ратни злочини слични геноциду“, 41%; „геноцид“, 34%; „велики ратни злочини, али не слични геноциду“, 16%; „неоправдане акције, али не и велике ратне злочине“, 4%; „оправдане акције у складу са правом на самоодбрану“, 4%; и „не знам“, 2%.
Угур Умит Унгор, стручњак за геноцид, назива израелске акције „непогрешиво контрагеноцидним у смислу количине, квалитета и динамике масовног насиља“. Норман Финклстин је тврдио да је Нетанјахуов опис Палестинаца као „Амалика“ био позив на геноцид; оптужио је Израел да се упушта у „геноцидни рат“.
Историчар Илан Папе је рекао: „Оно што сада видимо су масакри који су део геноцидног импулса, наиме, убијање људи како би се смањио број људи који живе у Гази.“ Историчар Јоав Ди-Капуа је евидентирао историју растуће геноцидне идеологије међу Хардалом, идентификујући Смотрича и Бен-Гвира као политичаре који теже усвајању ове идеологије као националне политике и користе рат у Гази да би спровели свој план.
Израелски историчар Бени Морис тврдио је да Израел није починио геноцид:
Израел не чини геноцид у Гази. Хашки тужилац и разни учени професори, од Омера Бартова надаље, који причају о геноциду греше. Влада не спроводи политику геноцида, израелски лидери нису донели одлуку да почине геноцид, не постоји намера да се елиминишу Палестинци, и не постоје никаква наређења која је Влада издала војсци нити која је врх војске издао официрима на терену да убијају "Палестинце". Много Палестинаца јесте убијено али то није намера.
 
Али Морис је додао да је геноцид над Палестинцима могућ у будућности, осим ако се не предузму одређени кораци.

### Стручњаци за међународно право
У новембру 2023. године, научник Дејвид Крејн је тврдио да Нетанјаху није изричито изјавио намеру да уништи Палестинце и да се без тога то не може сматрати геноцидом.
У децембру 2023. године, Луис Морено Окампо, бивши главни тужилац Међународног кривичног суда, рекао је за Ал Џазиру да је опсада Газе била облик геноцида због израелских услова који би довели до смрти Палестинаца. У јануару 2024. године, бројни истакнути Израелци, које је заступао адвокат за људска права Мајкл Сфард, послали су израелском генералном тужиоцу и државном тужиоцу отворено писмо у којем су детаљно наведени примери „дискурса уништења, протеривања и освете“. Потписници су рекли да израелско правосуђе игнорише подстицање на геноцид у Гази.
Вилијам Шабас, стручњак за међународно кривично право, је у јануару 2024. написао: „Мени је све јасније да Израел не циља да порази Хамас, већ да искорени или избрише становништво Газе.“ У јуну 2024. Шабас је рекао да је случај Јужне Африке најјачи од свих недавних случајева геноцида на Међународном суду правде, наводећи уништавање инфраструктуре Газе и изјаве израелских политичара да су становници Газе „људске животиње“ и да ће им Израел ускратити струју, воду и медицинску негу. У интервјуу из маја 2024. године, суоснивач Хјуман рајтс воча Арије Нејер је детаљно описао како израелско блокирање помоћи и накнадно изгладњивање становништва Газе указују на геноцид. Бери Трахтенберг, професор на Универзитету Вејк Форест, рекао је: „Оно што Израел ради од 7. октобра очигледно је тешко кршење међународног права — Конвенција о геноциду и Женевских конвенција о вођењу рата.“ Извештај Универзитетске мреже за људска права и Правног факултета Универзитета у Бостону из јуна 2024. године утврдио је да је „Израел починио геноцидна дела“.
У мају 2024. године, научник Нимер Султани подржао је процену часописа Forensic Architecture да је Израел међународно хуманитарно право претворио у „хуманитарно насиље“. Ово су у јулу подржали професор Неве Гордон и антрополог Никола Перуђини, који су тврдили да је Израел користио „сам закон као средство за легитимизацију геноцида“. Луиђи Данијеле, предавач на Правном факултету у Нотингему, приметио је везу између оправдања понашања Израелских одбрамбених снага у Гази и образложења Снага за брзу подршку у суданском грађанском рату, рекавши да то „открива појаву шаблона за почињење масовног истребљења, па чак и геноцида“.
У априлу 2024. научник Стефан Талмон је рекао за Süddeutsche Zeitung да Израел није починио геноцид у Гази, али је признао да је Израел починио ратне злочине. Професорка Сабине Свобода је такође тврдила да иако је Израел можда прекршио међународно право, није починио геноцид јер његова намера није била геноцидна. У јануару 2024. године, израелски адвокат Јуџин Конторович назвао је оптужбе за геноцид „апсолутно апсурдним“ и позвао Израел да оконча своје прихватање надлежности МСП-а као одговор на случај Јужне Африке. У колумни у августу 2024. године, адвокат Ели Розенбаум је написао да израелске акције у Гази нису геноцидне, већ покушај да се „спречи геноцид“ од стране Хамаса.
У децембру 2023. године, Кај Амбос, професор и судија у Специјалном трибуналу за Косово, упозорио је да изјаве политичара, иако потенцијално корисне за доказивање намере, не могу нужно бити примењене у процени војних одлука. У јануару 2024. године, Christian Walter, професор на Универзитету Луизијане у Луизијани, тврдио је да обим штете нанесене цивилима и инфраструктури није убедљив и да покушаји евакуације цивила указују на недостатак геноцидне намере. У јуну 2025. године, Амбос и научница Stefanie Bock је написао да је постало теже порећи геноцидну намеру.
Професори Марко Сасоли и Oliver Diggelmann је у мају 2024. тврдио да, иако неке изјаве политичара могу бити геноцидне, исто се не односи на поступке израелске војске; Дигелман сматра да је осуда за геноцид мало вероватна. Професор Andreas Müller је рекао да се термин „геноцид“ користи као критика уместо према својој правној дефиницији, додајући да „не постоји довољан основ за геноцид ако се правни термин схвати озбиљно“. Професор Daniel-Erasmus Khan је у јуну рекао да нема јасних доказа о посебној намери израелског руководства.
У говору у октобру 2024. године, професор Конор Гирти назвао је Израел геноцидним, указујући на континуиране нападе на школе и болнице и недостатак интерних истрага израелских власти о потенцијалним злочинима. У априлу 2025. године, адвокат Мајкл Менсфилд рекао је да „нема сумње“ да се геноцид дешава.
У јуну 2025. године, Мелани О'Брајен, професорка и председница Међународног удружења стручњака за геноцид, изјавила је да, према међународном праву, Израел чини геноцид. Додала је: „Чак и ако се позове на самоодбрану, то не оправдава геноцид. Не постоји правна одбрана за геноцид према међународном праву.“

#### Импликације по међународно право и правду
Неки научници, посебно они повезани са приступима Трећег света међународном праву, тврдили су да је неуспех међународне заједнице да третира израелске акције у Гази као геноцид и да одговори у складу са тим наштетио принципима међународног поретка и самог међународног права и разоткрио недостатке међународне управе.
Хосе Мануел Барето тврди да је „палестински геноцид открио дубоку колонијалну структуру међународног правног поретка“ и поистовећује догађаје у Гази са историјом геноцида у колонизованом свету, за које каже да Вестфалски систем историјски није успео да спречи.
Ел-Афенди је написао: „Растућа партијска пристрасност у студијама геноцида угрожава саму област, као и сам чин спречавања геноцида.“
Бартов је написао да невољност многих научника из области Холокауста и институција за обележавање Холокауста да догађаје у Гази идентификују као геноцид угрожава универзалистичка тумачења студија Холокауста и обележавања Холокауста и може довести до пада релевантности образовања о Холокаусту.
У часопису „London Review of Books“, Адам Шац је написао да је подршка Запада геноциду у Гази охрабрила политичаре и јавне личности широм света да говоре и делују са мање бриге за људске животе у својој спољној политици. Написао је: „У свету растућег ауторитаризма и етнонационализма, где је владавина права готово урушена, брутална, немилосрдна држава којом управља Нетанјаху више личи на пионира него на аутсајдера.“

### Други
Дана 13. новембра 2023. године, немачки друштвени теоретичар Јирген Хабермас и троје колега са Гете универзитета у Франкфурту објавили су саопштење у којем су рекли да је приписивање геноцидне намере акцијама Израела у Гази погрешна процена, што је покренуло јавну дебату у Немачкој.
У децембру, у преписци објављеној у часопису „The Lancet“, више стручњака за међународну медицину и хуманитарну помоћ поновило је упозорења на ризик од геноцида, детаљно описујући како израелско блокирање хуманитарне подршке и помоћи доводи до непотребних смрти и како ће стопа смртности наставити да се погоршава. Позвали су потписнице Конвенције о геноциду да спроведу прекид ватре над Израелом. Нимер Султани тврди да је до средине 2024. године све већи консензус међу правним стручњацима сугерисао да Израел чини геноцид у Гази. Вишеструке јавне изјаве из часописа и академских организација упозориле су на потенцијални геноцид и изјавиле противљење текућем геноциду.
Други, попут историчара Мајкла Беренбаума и Поли Завадивкер, тврде да је расправа о израелском нападу на Газу као потенцијалном геноциду претња будућем успешном гоњењу злочина геноцида и претња студијама холокауста и геноцида као области, и да описивање напада као „бављења етничким чишћењем, ратним злочинима, злочинима против човечности или геноцидним намерама“ активно спречава решавање сукоба. У интервјуу са главним уредником часописа Jewish Currents, часопис New Left Review је изнео мишљење да неслагање око употребе термина „геноцид“ делимично произилази из тензија између циљева да се буде „емоционално моћан“ и „аналитички прецизан“.
Према речима интелектуалца и историчара Холокауста Енца Траверса, дефиниција геноцида из Конвенције о геноциду „описује тачно шта се дешава у Гази“. Историчар Холокауста Тал Брутман критиковао је Траверсову анализу рекавши да му недостаје стручност на ту тему.
У јануару 2024. године, амерички политолог и стручњак за међународне односе Џон Миршајмер написао је да је, иако је током прва два месеца рата веровао да је Израел „крив за тешке ратне злочине“, након што је завршено примирје у Гази 2023. године, „постало му је јасно“ да израелски лидери заправо желе да физички униште значајан део палестинског становништва Газе“.

## Судски поступци

### Захтев Међународног суда правде
Јужна Африка је покренула поступак пред Међународним судом правде у складу са Конвенцијом о геноциду, оптужујући Израел за геноцид, ратне злочине и злочине против човечности над Палестинцима у Гази. Јужноафрички председник Сирил Рамафоса упоредио је поступке Израела са апартхејдом. Неколико међународних организација и других земаља подржало је тужбу Јужне Африке.
У захтеву поднетом 29. децембра 2023. године, Јужна Африка је тврдила да су поступци Израела „геноцидне природе јер имају за циљ уништење значајног дела палестинске националне, расне и етничке групе“. Јужна Африка је затражила од МСП-а да изда привремену правну наредбу којом се од Израела захтева да „одмах обустави своје војне операције у и против Газе“. У изјави МСП-у током поступка, амбасадор Јужне Африке у Холандији тврдио је да тренутни напад на Газу није појединачни догађај већ ескалација „25-годишњег израелског апартхејда, 56-годишње окупације и 16-годишње опсаде наметнуте Појасу Газе“.
Дана 26. јануара 2024. године, МСП је донео прелиминарну пресуду којом је утврдио да су права наведена у поднеску Јужне Африке „могућа“ и издао наредбу којом се захтева да Израел предузме све мере у својој моћи како би спречио акте геноцида, спречио и казнио подстицање на геноцид и омогућио основне хуманитарне услуге у Гази.

#### Израелски одговор
Портпарол израелске владе Ејлон Леви одбацио је оптужбе „са гађењем“ и оптужио Јужну Африку за сарадњу са Хамасом, називајући тврдње Јужне Африке „крвном клеветом“ која осликава „модерне наследнике нациста“. Дана 2. јануара 2024. године, Израел је одлучио да се појави пред МСП-ом као одговор на случај Јужне Африке, упркос историји игнорисања међународних трибунала. Дана 13. јануара, Нетанјаху је рекао: „Нико нас неће зауставити. Ни Хаг, ни Осовина зла, нико.“ Израелски званичници назвали су суд антисемитским. Став Израела је да је „иако несрећно, масовно убијање хиљада палестинских цивила неопходна, неизбежна и оправдана самоодбрана“. Акције Јужне Африке наишле су на подршку неких израелских политичара, укључујући Офера Касифа.

### Међународни кривични суд
У мају 2024. године, Кан је поднео захтев за издавање налога за хапшење израелског премијера Нетанјахуа и министра одбране Јоава Галанта, рекавши да има основане основе да верује да сносе кривичну одговорност за ратне злочине и злочине против човечности почињене у Појасу Газе. Списак злочина није укључивао геноцид, који је правно различит од истребљења. Налози су издати у новембру 2024. године.
Као део извештаја из децембра 2024. године у којем се Израел оптужује за геноцид, Амнести интернешонал је позвао МКС „да хитно размотри почињење злочина геноцида од стране израелских званичника од 7. октобра 2023. године у текућој истрази о ситуацији у Држави Палестини“. Такође у децембру 2024. године, израелски професор права Омер Шац поднео је тужбу МКС-у, именовавши осам израелских политичких и медијских личности за које верује да су одговорне за подстицање на геноцид.

### Тужба Америчког центра за уставна права
У новембру 2023. године, Центар за уставна права тужио је америчког председника Џоа Бајдена, државног секретара Ентонија Блинкена и министра одбране Лојда Остина. У тужби се наводи да израелска „масовна убиства“, циљање цивилне инфраструктуре и присилна протеривања представљају геноцид, написавши:
Као најближи савезник и најјачи присталица Израела, будући да је убедљиво највећи пружалац војне помоћи и да је Израел највећи кумулативни прималац америчке стране помоћи од Другог светског рата, Сједињене Државе имају средства на располагању да имају одвраћајући ефекат на израелске званичнике који сада теже геноцидним актима против палестинског народа у Гази.
 Стручњак за геноцид Вилијам Шабас подржао је тужбу, рекавши да верује да постоји „озбиљан ризик од геноцида“ и да су САД
у кршењу своје обавезе, како према Конвенцији о геноциду из 1948. године, чија је потписница, тако и према обичајном међународном праву, да искористи свој положај утицаја код владе Израела и предузме најбоље мере у својој моћи како би спречила почињење злочина.
Током судског поступка, научник Бери Трахтенберг је сведочио да САД морају да делују и да не понове свој неуспех да заузму став против насиља над Јеврејима у нацистичкој Немачкој које је довело до Холокауста.
Савезни судија је одбацио случај Одбрана деце интернационална — Палестина и др. против Бајдена и др. у јануару 2024. године, рекавши да Устав САД спречава његов суд да одређује спољну политику, али је написао да је „како је МСП утврдио, вероватно је да понашање Израела представља геноцид“ и такође је прокоментарисао да би више волео да је издао забрану и позвао Бајдена да преиспита политику САД.

### Поступци о окупацији
У правним последицама које произилазе из политика и пракси Израела на окупираној палестинској територији, укључујући Источни Јерусалим, Катар је саопштио да је „геноцидни рат Израела против народа Газе показао да је ситуација у Палестини највећа претња међународном миру и безбедности“.

### Немачка тужба
У фебруару 2024. године, адвокати који заступају Палестинце у Немачкој поднели су кривичну пријаву против политичара, укључујући канцелара Олафа Шолца, министарку спољних послова Аналену Бербок, министра економије Роберта Хабека и министра финансија Кристијана Линднера, због „помагања и подстицања“ геноцида у Гази.

### Никарагва против Немачке
У марту 2024. године, Никарагва је покренула поступак против Немачке пред МСП-ом у складу са Конвенцијом о геноциду у вези са немачком подршком Израелу у рату у Гази.  Тражила је привремене мере заштите, укључујући обнављање обустављеног немачког финансирања УНРВА-е и прекид војних испорука Израелу.

### Аустралијски судски поступци
У марту 2024. године, адвокатска фирма Birchgrove Legal је пријавила аустралијског премијера Ентонија Албаниза, министарку спољних послова Пени Вонг, лидера опозиције Питера Датона и друге МКС-у као саучеснике у геноциду, ратним злочинима и злочинима против човечности, наводећи укидање финансирања УНРВА-е, пружање војне помоћи и „недвосмислену политичку подршку“ акцијама Израела током рата у Гази.

## Одговорност трећих држава
Правни стручњак Матијангај Сирлиф је написао да је Газа „први стримован геноцид у историји“, али да јасне информације о томе шта се дешава нису претворене у ефикасну акцију међународне заједнице. Независна међународна истражна комисија о Палестини је саопштила: „Државе могу бити саучеснице у неуспеху у спречавању геноцида ако не поступају у складу“ са наредбама Међународног суда правде или ако су директно помагале или асистирале у „извршењу геноцида“. Други новинари и стручњаци су писали да поступци САД и других западних земаља дају имплицитну дозволу за геноцид.

### Сједињене Америчке Државе
У новембру 2023. године, критичари председника Џо Бајдена прозвали су га „Геноцидни Џо“ због његове подршке Израелу. Портпарол Савета за националну безбедност Џон Кирби, кога је израелски медиј Ynet описао као „изузетно успешног заговорника за Израел“, рекао је: „Израел покушава да се одбрани од геноцидне терористичке претње. Дакле, ако ћемо почети да користимо ту реч, у реду, хајде да је користимо на одговарајући начин.“ У новембру 2023. године, Центар за уставна права са седиштем у Њујорку тужио је Бајдена због наводног пропуста да испуни своју дужност, дефинисану националним и међународним законима, да спречи Израел да почини геноцид у Гази током рата у Гази.
У фебруару 2024. године, Лемкин институт за спречавање геноцида саопштио је да је Бајденова администрација саучесник у геноциду у Гази: „Ниједна од тактика Бајденове администрације да порекне геноцид и избегне одговорност неће издржати тест времена. Председник Бајден и кључни званичници администрације су на путу да буду упамћени као главни омогућиоци једног од најгорих геноцида у 21. веку.“ Али Харб је написао: „Америчко оружје је наставило да тече у Израел како би наоружало војску која је извршила сумњиви геноцид у Гази. Истовремено, Бајден се залаже да обезбеди 14 милијарди долара додатне помоћи за америчког савезника.“ У фебруару 2024. године, након што су САД ставиле вето на резолуцију УН о прекиду ватре, кубански председник Мигел Дијаз-Канел Бермудез је рекао: „Они су саучесници у овом геноциду Израела над Палестином.“ Карен Велс и др. такође указују на 14,3 милијарде долара као доказ саучесништва САД у израелском „геноцидном рату“. Истраживање из 2024. године показало је да се израелска војска у великој мери ослања на увоз горива из САД за своје операције у Гази. Франческа Албанез је рекла да је америчко снабдевање Израела горивом након привремене пресуде МСП-а „кршење Конвенције о геноциду“.

#### Реторика америчких политичара
У законодавном телу Флориде, политичарка Демократске странке Енџи Никсон подржала је резолуцију којом се позива на „деескалацију“ и прекид ватре. Рекла је: „Имамо 10.000 мртвих Палестинаца. Колико ће бити довољно?“ Републиканска политичарка Мишел Салцман одговорила је: „Сви они.“ Неки коментатори су Салцманову опаску назвали позивом на геноцид. Никсон и флоридски огранак Савета за америчко-исламске односе позвали су на њену осуду или оставку. Извршни директор Америчке кампање за палестинска права (УСПЦР) Ахмад Абузнаид рекао је: „Постоји двостраначки напор да се дехуманизује палестински народ“.

Посланик Републиканске странке у САД , Макс Милер, рекао је да ће Палестина „ускоро бити уништена... да би се то претворило у паркинг“. Раније је позвао Бајденову администрацију „да се склони са пута Израелу и да дозволи Израелу да ради оно што је потребно најбоље“ и рекао да не би требало да постоје „правила ангажовања“ током израелског бомбардовања Газе. Милер је такође довео у питање тачност тврдње Министарства здравља Газе да је у Гази убијено 10.000 људи. У децембру је бивша републиканска посланица у САД, Мишел Бахман, рекла у емисији „Шоу Чарлија Кирка“:
Дакле, време је да се Газа оконча. Два милиона људи који тамо живе, они су веште убице. Треба их уклонити са те земље. Ту земљу треба претворити у национални парк. А пошто су добровољни плаћеници Ирана, треба их спустити на праг Ирана. Нека се Иран обрачуна са тим људима.
Добила је аплауз публике.
Републикански представник САД Брајан Маст упоредио је све Палестинце са нацистима у новембру у Представничком дому. Дана 31. јануара 2024. рекао је да су палестинске бебе „терористи“ које треба убити, да треба уништити више инфраструктуре у Гази и да би „било боље да убијете све терористе и све који су њихове присталице“.
Када га је активиста питао о смрти палестинске деце, републикански представник Енди Оглс је рекао: „Мислим да би требало да их све побијемо... Хамас и Палестинци нападају Израел већ 20 година. Време је да се плати цена.“ Присталице Палестине, укључујући Америчко-муслиманско саветодавно веће, осудиле су његове коментаре као позив на геноцид. Оглс је одговорио да су његове примедбе биле усмерене на Хамас, а не на Палестинце уопште.
У интервјуу за Фокс њуз 5. марта 2024. године, бивши председник САД и претпостављени републикански председнички кандидат Доналд Трамп рекао је да је Бајден „одустао од Израела“ због превеликог утицаја пропалестинских протеста, да подржава текућу израелску офанзиву у Гази, да Израел мора да „заврши проблем“ и да је Бајденова администрација „постала омекшала“, што су неки коментатори видели као позив да се настави и појача геноцидна дела. Трампова кампања је такође саопштила да ће, ако буде изабран, забранити становницима Газе улазак у САД. Републикански представник САД Тим Валберг рекао је да би против палестинских цивила требало употребити нуклеарно оружје како би се „брзо завршило“.
У колумни у часопису Њузвик у којој се позива на ембарго на оружје Израелу, америчка представница Бони Вотсон Колман је написала: „Ми нисмо само сведоци геноцида у Гази. Ми учествујемо у њему. Ми смо саучесници.“

### Уједињено Краљевство
Влада Уједињеног Краљевства не даје оружје директно Израелу, већ издаје лиценце британским компанијама за продају оружја. Дана 12. децембра 2023. године, организација Чувари људских права је саопштила да би продаја оружја Израелу могла учинити Уједињено Краљевство саучесником у ратним злочинима. Закон Уједињеног Краљевства каже да се лиценце не могу издавати тамо где постоји јасан ризик да би се предмети могли користити за почињење или олакшавање озбиљног кршења међународног хуманитарног права. Џејмс Денселоу из организације Спасимо децу УК је рекао: „Тиме што не инсистирају на трајном прекиду борби или се не изјасне против наоружавања помоћи, Риши Сунак и његова влада су саучесници у ужасу који се одвија.“ У децембру 2023. године, шкотски премијер Хумза Јусаф осудио је уздржавање Уједињеног Краљевства од нацрта резолуције УН којом се позива на прекид ватре у Гази, рекавши да би то довело до смрти још деце.
У априлу 2024. године, Гај Гудвин-Гил је рекао: „Постоји озбиљан ризик од геноцида, као што је утврдио Међународни суд правде. Ако Уједињено Краљевство, имајући то сазнање у виду, настави да извози оружје у Израел, постоји ризик да ће то оружје бити коришћено у спровођењу агресивних активности и у спровођењу геноцида.“ Истог месеца, стотине адвоката и правних академика објавиле су правно мишљење у којем упозоравају да влада ризикује саучесништво у геноциду настављајући да наоружава Израел.
Дана 2. септембра 2024. године, министар спољних послова Дејвид Лами објавио је да суспендује приближно 30 дозвола за извоз оружја у Израел након што је владина ревизија закључила да постоји висок ризик да се овај извоз користи за тешка кршења међународног хуманитарног права. У време суспензије, Израел је имао око 350 дозвола за извоз оружја у Великој Британији.

#### Тужба око извозних дозвола
Групе за људска права Ал-Хак и Глобална мрежа за правну акцију покренуле су правне поступке против британске владе у децембру 2023. године, рекавши да влада ризикује кршење Конвенције о геноциду издавањем извозних дозвола за продају војне опреме Израелу.
In May 2025 a hearing began at the High Court of Justice to determine whether the UK had violated arms export control laws by continuing to supply Israel with components for F-35 jets even after other licences were suspended. Government lawyers said the components were not being supplied directly to Israel and that withholding them could threaten international security.

### Египат
Египат је оптужен за саучесништво у геноциду због спровођења блокаде Газе и одбијања да отвори гранични прелаз у Рафи  У априлу 2025. Кејџ и пет других афричких заговарачких организација поднели су жалбу Афричкој комисији за људска и народна праа. Египту није дозвољено да враћа људе на својим границама ако би их то изложило условима опасним по живот или колективном кажњавању, јер би то кршило његове обавезе према Међународном пакту о грађанским и политичким правима и Конвенцији УН против тортуре. Египат је такође оптужен за саучесништво са Израелом због његовог сузбијања Глобалног марша до Газе.
Египат је саопштио да је затварање прелаза Рафа учињено у супротности са израелским плановима за расељавање Палестинаца. Египат је одбацио израелски предлог да се Газа поново да на окупацију Египту на период до 15 година и формално је подржао тужбу Јужне Африке против Израела за геноцид.

### Укључивање приватног сектора
Више корпорација је оптужено за профитирање од геноцида у Гази. Руководиоци компанија Lockheed Martin, General Dynamics и RTX Corporation описали су рат у Гази као извор повећане потражње и профита.
Дана 20. јуна 2024. године, стручњаци УН упозорили су да би континуирани трансфери оружја Израелу могли представљати кршење међународног права и ризиковати саучесништво држава и корпорација у потенцијалном геноциду. Позвали су на хитно обустављање свих трансфера оружја Израелу, укључујући и оне од стране великих произвођача оружја као што су BAE Systems, Boeing, Lockheed Martin и Caterpillar. Такође су упозорили институције које улажу у ове компаније, као што су Bank of America, BlackRock, Citigroup и Wells Fargo.
У јуну 2025. године, извештај стручњака УН навео је компаније Alphabet, Amazon, Microsoft и IBM као „централне за израелски апарат за надзор и текуће уништавање Газе“, а Palantir као извор алата вештачке интелигенције за израелску војску. У извештају су такође наведени Allianz, Barclays, BlackRock и BNP Paribas за осигурање и куповину израелских државних обавезница, за које су УН рекле да су главни извор финансирања војних расхода Израела.
У фебруару 2024. године, председник Комисије Афричке уније Муса Факи је рекао: „Газа се потпуно уништава, а њен народ је лишен свих права. Осуђујемо израелску операцију, која нема паралелу у историји човечанства.“ У званичном саопштењу 38. самита Афричке уније наведено је да „Израел чини геноцид над Палестинцима и да мора бити међународно гоњен.“

У марту 2024. године, највиши дипломата ЕУ, Жозеп Борељ, рекао је: „Сам опстанак становништва у Гази је данас у питању.“ У мају 2025. године, након пензионисања као дипломата ЕУ, Борељ се изјаснио против поступака Израела:
Суочавамо се са највећом операцијом етничког чишћења од краја Другог светског рата како бисмо створили сјајну туристичку дестинацију када се милиони тона рушевина очисте из Газе и Палестинци умру или оду.
 Борељ је такође експлицитно оптужио Израел за геноцидну намеру:
Сви знамо шта се тамо дешава и сви смо чули циљеве које су навели Нетанјахуови министри, а то су јасне декларације о геноцидној намери. Ретко сам чуо лидера државе да тако јасно изложи план који одговара правној дефиницији геноцида.
 Дана 26. марта, представник Пакистана у ОИК-у је изјавио да је жеља Израела за „коначним решењем палестинског питања свима јасна, јер његове снаге окружују Рафу попут лешинара, а његово прождрљиво отимање земље се наставља несмањеном брзином“. У мају 2024. године, Организација за исламску сарадњу позвала је државе чланице да окончају „извоз оружја и муниције коју њена војска користи за извршење злочина геноцида у Гази“.

### Државни службеници и изабрани представници
У фебруару 2024. године објављено је да је више од 800 државних службеника из САД, Велике Британије и Европске уније потписало отворено писмо у којем критикују „јавну, дипломатску и војну подршку“ својих влада Израелу као „дату без стварних услова или одговорности“, и упозоравају да политике њихових влада према Гази „доприносе тешким кршењима међународног права, ратним злочинима, па чак и етничком чишћењу или геноциду“.
Дана 5. априла 2024. године, Елизабет Ворен је постала прва сенаторка из САД, најближег војног савезника Израела, која је јавно изјавила да ће напад на Газу бити правно проглашен геноцидом. Према њеном кабинету, Ворен је изражавала правну анализу, а не свој лични став. Представница Илхан Омар је рекла да се плаши да ће влада САД и њени грађани „бити саучесници у геноциду“. У мају 2024. године, сенаторка Фатима Пејман је постала прва чланица Аустралијске лабуристичке партије која је назвала поступке Израела геноцидом.

### НВО и међувладине организације
Након што је Израел започео војну операцију против Хамаса, и Genocide Watch и Лемкин институт за спречавање геноцида издали су саопштења упозоравајући на непосредни ризик од геноцида. У децембру 2023. године, Лемкин институт је саопштио да континуиране акције Израела сматра геноцидом. У децембру 2024. године, Genocide Watch је саопштио да Израел спроводи геноцид над палестинским народом.
У новембру 2023. године, организација Defence for Children International (ДЦИ) оптужила је САД за саучесништво у израелском „злочину геноцида“. У марту 2024. године, ДЦИ се осврнула на глад која је погодила Газу : „Гладовање деце је обележје геноцида и намерни политички избор Израела, уз подршку Бајденове администрације“. Три палестинске групе за људска права, Ал-Хак, Ал Мезан и Палестински центар за људска права, поднеле су тужбу Међународном кривичном суду (МКС) позивајући га да истражи Израел због апартхејда и геноцида и изда налоге за хапшење израелских лидера Арапски парламент је написао да Израел „циљ је да уништи идентитет целог народа“
У децембру 2023. године, Међународна федерација за људска права саопштила је да акције Израела у Гази представљају геноцид у току. У фебруару 2024. године, пре офанзиве у Рафаху, шефица Амнести интернешонала Агнес Каламар је написала: „Амнести понавља да су Палестинци у Гази у озбиљној опасности од геноцида. Међународна заједница има обавезу да делује како би спречила геноцид.“ У марту 2024. Каламар је рекла да међународна заједница „мора да испуни своје обавезе према Конвенцији о геноциду и да предузме конкретне мере за заштиту Палестинаца у Гази данас“. У октобру 2024. године, Медицинска помоћ за Палестинце објавила је саопштење у којем позива на заштиту Палестинаца, рекавши: „Газа се брише пред нашим очима.“ Оксфам и 37 других хуманитарних организација упозориле су да Израел не поштује Конвенцију о геноциду јер је „избрисао северну Газу са мапе“. Оксфам је додао да је „немогуће не веровати“ да је циљ Израела био присилно расељавање Палестинаца из Појаса Газе.
Евро-медитерански монитор за људска права документовао је доказе о погубљењима које је починила ИДФ. Јеврејски глас за мир је рекао: „Израелска влада је објавила геноцидни рат народу Газе. Као организација која ради на будућности у којој Палестинци и Израелци и сви људи живе у једнакости и слободи, позивамо све људе савести да зауставе неизбежни геноцид над Палестинцима.“
У децембру 2024, Амнести интернашонал је објавио извештај у ком су навели да је Израел „извршио и наставља да врши гениоцид над Палестинцима у окупираном Појасу Газе.” У извештају се наводи да су израелске снаге и власт извршиле три до пет забрањених акција под Конвенцијом о геноциду Уједињених Нација: убијање, озбиљне физичке или менталне повреде, као и намерно стварање услова за живот које би довело до уништења Палестинаца. У свом извештају о стању људских права у свету 2025, Амнести је описао акције Израела „геноцидом стримованим уживо” и критиковао саучесништво израелских савезника, који „се понашају као да је међународни закон не односи на њих” и да „вољно игноришу” наредбе МСП и МКС.
Професор права и виши сарадник Фондације за одбрану демократија Орде Китри тврдио је да је Амнести интернешонала изменио или на други начин саставио нову дефиницију геноцида, док су професор права Амихај Коен и стручњак за људска права Јувал Шани назвали извештај „покушајем померања нормативних циљева у вези са овим доказним стандардима“. Други стручњаци бранили су извештај, рекавши за TheJournal.ie да Амнести интернешонал користи тај термин у складу са међународним правом. Стручњак за геноцид А. Дирк Мозес назвао је оптужбу против Амнести интернешонала „узнемирујућом“. Израелска филијала Амнести интернешонала одбацила је извештај, а „група јеврејских запослених, у Израелу и у неколико филијала широм света“ рекла је да су његови аутори „дошли до унапред одређеног закључка“. Мањина чланова Амнести Израела рекла је да „према доступним информацијама може се утврдити да Израел чини или је починио геноцид у Гази“. У јануару 2025. године, Амнести интернешонал је суспендовао своју израелску филијалу на две године, делимично због неслагања око истраживања и налаза које је Амнести објавио.
Европски центар за уставна и људска права објавио је 10. децембра 2024. године да је истраживао питање геноцида у Гази и закључио да постоји „правно утемељен аргумент да Израел врши геноцид над Палестинцима у Гази“.
У децембру 2024, Лекари без граница у извештају наводе да су њихова „запажања из прве руке о медицинској и хуманитарној катастрофи која је задесила Газу у складу са описима које је дао све већи број правних стручњака и организација, закључујући да се у Гази дешава геноцид“. У јулу 2025. године, Лекари без граница су саопштили да Израел чини геноцид. Они тврде да изјаве високих израелских званичника показују геноцидну намеру, написавши да је „једини разуман закључак да је намера да се палестински народ избрише из Газе“.
У мају 2025. године, током потпуне израелске блокаде Газе, директор НИОД-а Мартијн Ајкхоф је за НОС рекао: „Ако је целој популацији ускраћен приступ храни, то је потенцијално геноцидно.“

### Уједињене нације
Као одговор на извештај листа Тајмс оф Израел из јануара 2024. године да је израелска влада у преговорима са конгоанском владом о прихватању палестинских избеглица из Газе, специјални известилац УН Балакришнан Раџагопал је рекао: „Присилно премештање становништва Газе је чин геноцида.“
У мају 2024. године, специјална известилац УН за насиље над женама Рим Алсалем изјавила је да палестинске жене „доживљавају потпуни геноцид. Оне се истребљују. Мало је места на свету где смо видели нешто слично“. Специјални известилац УНХЦР-а за адекватно становање, Балакришнан Раџагопал, рекао је да израелско уништење Газе „такође представља чин геноцида, јер је сврха тог уништења, које прелази 70 до 80 процената широм Газе, да се то место учини ненастањивим“.
У октобру 2024. године, Канцеларија високог комесара Уједињених нација за људска права објавила је извештај у којем је израелску војску оптужила за „злочин против човечности истребљења“ због убијања здравствених радника и циљања здравствених установа 
Дана 8. новембра 2024. године, Канцеларија Уједињених нација за људска права осудила је многа кршења међународног права која „могу да се сматрају ратним злочинима, злочинима против човечности, па чак и 'геноцидом'“, позивајући треће државе да спрече „зверства“. Дана 14. новембра 2024. године, Специјални комитет УН за истраживање израелских пракси закључио је да су оне у складу са карактеристикама геноцида.
У фебруару 2025, специјални известилац УН на право на храну Михаел Фахри је рекао да Израел чини геноцид и да „спроводи кампању изгладњавања”, закључујући да су САД и Немачка саучесници у великој глади која је на помолу.

У мају 2025. године, двадесет независних стручњака УН и четири радне групе издале су саопштење у којем оптужују Израел за геноцид и критикују дебату о терминологији геноцида:
Док државе расправљају о терминологији – да ли је то геноцид или не? – Израел наставља своје неуморно уништавање живота у Гази, кроз нападе са копна, из ваздуха и мора, расељавајући и масакрирајући преживело становништво некажњено... Државе морају брзо деловати како би окончале геноцид који се одвија, укинуле апартхејд и обезбедиле будућност у којој Палестинци и Израелци коегзистирају у слободи и достојанству.
Такође у мају 2025. године, заменик генералног секретара УН за хуманитарна питања и хитну помоћ Том Флечер позвао је светске лидере да одлучно делују како би спречили геноцид у Гази. Дана 4. јуна, Итамар Ајхнер је известио да су Сједињене Државе ставиле вето на резолуцију Савета безбедности УН против Израела.

## Културни дискурс
Јавне личности које су рекле да Израел врши геноцид у Гази укључују Кида Кадија, Маклемора, Никепа, Massive Attack, Самер Вокера, и Fontaines D.C. Часопис Тајм је описао „растући јаз“ унутар Холивуда око рата. Пресуду Раза Сегала о „уџбеничком примеру геноцида“ са одобравањем су цитирали климатска активисткиња Грета Тунберг и водитељ фудбалских емисија ББЦ-ја Гари Линекер.
У децембру 2023. године, Оли Александер, који је представљао Уједињено Краљевство на Евровизији 2024, потписао је писмо ЛГБТ+ удружења Voices4London у којем се Израел оптужује за геноцид. Израелска влада и Кампања против антисемитизма (КАА) осудиле су његове ставове и затражиле од ББЦ-ја да му не дозволи да наступи на такмичењу. ББЦ је одбио захтев.
Када су је питали да ли је оно што се дешава у Гази геноцид, ауторка Маша Гесен је рекла: „Мислим да постоје неке фине разлике између геноцида и етничког чишћења и мислим да постоје ваљани аргументи за коришћење оба термина.“ Када су је додатно испитали, рекли су: „То је у најмању руку етничко чишћење“. Контроверзе су окруживале Гесенину доделу награде Хане Арент због чланка у Њујоркеру који је критиковао израелске акције у Гази, у којем их је Гесен упоредила са нацистима који ликвидирају гето.
Док је примао Оскара за најбољи међународни играни филм за филм Зона интересовања, Џонатан Глејзер је повукао паралеле између приказа Холокауста у свом филму и израелских акција у Гази. Новинарка Наоми Клајн проширила је паралеле између Газе и приказа Холокауста у филму, истичући нормализацију геноцидног деловања.
Добитница Нобелове награде за мир Малала Јусуфзаи је рекла: „Када видимо алармантне знаке геноцида, једва чекамо да предузмемо одлучне мере. Морамо заједно да радимо на томе да позовемо наше лидере да зауставе ове ратне злочине и позову починиоце на одговорност.“ Добитница Нобелове награде за мир Тавакул Карман је рекла: „Свет ћути пред геноцидом и етничким чишћењем палестинског народа у Гази.“ Романописац Омар Ел Акад назвао је рат у Гази геноцидом и написао књигу Једног дана, сви су увек бити против овога о саучесништву Запада у томе.
На Филмском фестивалу у Кану 2025. године, преко 350 чланова филмске индустрије потписало је писмо у којем се каже „не можемо ћутати док се у Гази дешава геноцид и ова неописива вест тешко погађа наше заједнице“. Писмо је било посвећено палестинској новинарки Фатми Хасони, која је убијена у израелском ваздушном нападу.
Бројни музичари су се повукли са музичких фестивала због веза фестивала са компанијама за које се тврди да су саучеснице у геноциду. Преко 100 извођача је одустало од фестивала The Great Escape у знак протеста против спонзора догађаја, компаније Barclays, за коју су рекли да „финансира геноцид“. Неколико извођача је такође одустало од фестивала Latitude због спонзорства компаније Barclays. Преко 80 музичара бојкотовало је фестивал South by Southwest 2024. године због партнерства догађаја са америчком војском и компанијом Raytheon. Неколико тих музичара оптужило је компаније да су повезане са геноцидом. У мају 2025. године, преко 50 уметника је потписало писмо у којем позивају Field Day да прекине везе са приватном инвестиционом фирмом KKR, рекавши да је „фестивал сада умешан у злочине против човечности апартхејда и геноцида“.
Више навијачких група фудбала позвало је на забрану учешћа Израела у ФИФА такмичењима. Група ултра Келта, Зелена бригада, организовала је кампању „Покажите Израелу црвени картон“, написавши: „Израел врши геноцид и етничко чишћење; практикује апартхејд; и незаконито окупира палестинску територију.“

### Медијски дискурс
Случај против Израела пред МСП-ом изазвао је критике да тврдње да Израел чини геноцид у Гази поткопавају озбиљност самог термина.
У јануару 2024. године, часопис Економист је тврдио да оптужба Јужне Африке за геноцид против Израела пред МСП-ом слаби правну дефиницију геноцида и скреће пажњу са стварне хуманитарне кризе у Гази. Чланак је критиковао правни случај Јужне Африке као политички мотивисан. Додао је да би потенцијалне пресуде суда могле да засене легитимне забринутости због кршења међународног ратног права. „Геноцид захтева да Израел убија људе у Гази само зато што су Палестинци“, написао је Економист, додајући да Израел уместо тога циља борце Хамаса.
У интервјуу из јануара 2024. године, бивши амерички амбасадор за питања ратних злочина, Дејвид Шефер, признао је да израел чини ратне злочине у Гази и тврдио да Израел није починио геноцид, већ „одговор на геноцидни чин како би спречио даљи геноцид над Израелом“. Пишући за Тајмс оф Израел, Џереми Шарон је тврдио да су акције Израела одбрамбени одговори на Хамас, карактеришући позиве на уништење Газе и друге изјаве израелских званичника (које је касније МСП утврдио као „подстицање на геноцид“) као „неумерене коментаре неких од његових политичких лидера“. Након одласка у Газу, списатељица Сузан Абулхава је написала: „Израел почињава холокауст нашег времена“.
Едиторијал из маја 2025. у Гардијану се САД позивају да окончају рат, подржавају оптужбу за геноцид против Израела, наводећи број цивилних жртава, уништавање цивилне инфраструктуре, блокаде помоћи и Смотричеве претње да ће уништити целу Газу.
Израелски медији оптужени су за подстицање на геноцид. У септембру 2024. године, Зулат за једнакост и људска права и две друге израелске организације саставиле су списак изјава датих на Каналу 14, који је укључивао преко 50 које заговарају геноцид над Палестинцима и више од 150 које позивају на или подржавају ратне злочине и злочине против човечности, и поднели га израелском државном тужиоцу. Канал је често називао цивиле у Гази терористима и легитимним метама у својим емисијама и на друштвеним мрежама, а његова веб страница приказује статистику под називом „број терориста које смо елиминисали“, што одражава укупан број Палестинаца које је пријавило Министарство здравља Газе. Шимон Риклин, водитељ Канала 14, јавно се залагао за то да Израел почини још ратних злочина. Ова реторика је поменута у тужби Јужне Африке против Израела за геноцид пред Међународним судом правде.
Научници, новинари, медијски аналитичари и заговорници људских права оптужили су разне, углавном западне, медије за саучесништво у геноциду над Палестинцима у Гази путем медијског империјализма  Други су сместили пристрасности западних медијских кућа у дугу историју умањивања и оправдавања угњетавања Палестинаца. Према извештају који је објавио Центар за праћење медија Муслиманског савета Британије, анализирајући језик коришћен у извештавању о израелском нападу на Газу, „окупиране територије“ су се чешће појављивале у извештавању Ал Џазире на енглеском језику него у свим америчким или британским новинским кућама заједно, а тај емотивни језик је био 11 пута вероватније коришћен у описима израелских него палестинских жртава. Дана 14. марта 2024. године, демонстранти су блокирали приступ канцеларијама Њујорк тајмса, оптужујући лист за саучесништво у геноциду. Султани истиче да, упркос претежности израелских изјава које представљају подстицање на геноцид, мејнстрим коментари приказују уништење Газе као „случајни исход градског ратовања, а не предвидљив исход политике“.

### Јавно мњење

#### Канада и Сједињене Америчке Државе
Према истраживању Léger-а објављене у јуну 2025, 49% Канађана и 38% Американаца се сложило да „Израел чини геноцид у Појасу Газе”.

#### Европа
Према анкети јавног мњења коју је спровео YouGov plc у априлу 2024. године, 46% Швеђана, 43% Белгијанаца, 34% Француза и 33% Немаца сложило се да Израел врши геноцид над Палестинцима у Гази. У немачкој анкети из јуна 2025. године, 73% је рекло да „има истине“ у тврдњи да Израел врши геноцид.
Према истраживању Краљевског института Елкано објављеном у мају 2024. године, 71% Шпанаца сматрало је да су поступци Израела геноцид. У италијанској анкети компаније Tecnè објављеној у јуну 2025. године, 50% испитаника је рекло да се израелска војна операција у Гази „може дефинисати као геноцид“. Само 15% је назвало израелски одговор на напад 7. октобра сразмерним.
У британској анкети из јуна 2025. године, 55% испитаника се противило израелском рату у Гази, од којих је 82% веровало да Израел чини геноцид.

#### Израел
Анкета Универзитета у Тел Авиву спроведена међу израелским Јеврејима из јануара 2024. године показала је да 51% верује да ИДФ користи одговарајућу количину силе у Гази, а 43% верује да је не користи довољно.
У анкети Израелског института за демократију из фебруара 2024. године, 68% Израелаца је подржало спречавање уласка све међународне помоћи у Газу.

Израелски аутор Гидеон Леви је рекао:
Израел ужасно пропада. Најважније је, и ви сте то поменули, колико је то једногласно. Нису то само десничари. Не можете чак ни показати мало емпатије према Гази, према патњи Газе, коју Израел уопште не види. Просечан Израелац није видео ништа [од онога што се догодило у] Гази. Само војници тамо то виде. Храброст, жртва, таоци и породице, то се приказује без престанка, али ниједна једина слика патње два милиона људи у Гази. Мислим да је ово најмрачније време Израела, можда икада.
Анкета израелских Јевреја из марта 2025. године показала је да 82% подржава присилно протеривање становника Газе; 47% је потврдно одговорило на питање: „Приликом освајања непријатељског града, да ли би ИДФ требало да поступа као Израелци које је предводио Исус Навин када су освојили Јерихон, односно да побије све његове становнике?“

### Тврдње о антисемитизму
Метју Болтон, стручњак за антисемитизам, тврди да истраживање потенцијалних геноцидних чинова није инхерентно антисемитско, али да брзо прихватање етикете геноцида за поступке Израела – ослањајући се на погрешно преведене или непотпуне изјаве, а не на суштинске војне доказе, а које су раније користили антиизраелски покрети – покреће питања о објективности анализе.
Израелски министри су одговорили на пресуду МСП-а о геноциду оптужујући суд за „антисемитску пристрасност“. Ентони Лерман, пишући у часопису Declassified UK, указао је на то да ову тврдњу понављају и неки од израелских присталица, напомињући да званичници „примењују оружани антисемитизам како би скренули критике“ и да је „коришћење прошлог искуства антијеврејског прогона за неутрализацију критика и генерисање симпатија за јеврејску државу [...] старо деценијама“. Нетанјаху је често „упоређивао оптужбе да израелски рат изазива глад у Гази или да је рат геноцидан са крвним клеветама“; критичари кажу да је то да би се скренула кривица или из политичких разлога.
У мају 2024. године, аналитичарка Фрида Гитис је написала за ЦНН да, иако је Израел могао да учини више да смањи цивилне жртве у Гази, било је „несавесно“ описати израелске поступке као геноцид. Такође је написала да такве оптужбе подсећају на средњовековне антијеврејске крвне клевете и да су модерни облик антисемитизма. У октобру 2024. године, израелски историчар Јувал Ноа Харари одбацио је оптужбе за геноцид као антисемитску пропаганду. Неки тврде да је ово оружје антисемитизма, чија је намера да заштити Израел од таквих оптужби.
У децембру 2024. године, позивајући се на одлуку Ирске да се придружи тужби Јужне Африке за геноцид, Нетанјаху је наредио затварање израелске амбасаде у Ирској, а министар спољних послова Гидеон Саар оптужио је председника владе Сајмона Хариса за антисемитизам. Харис је рекао да Нетанјаху користи затварање као „тактику да скрене пажњу са хиљада деце коју су убиле његове оружане снаге у Гази“.

## Још литературе
Шаблон:Refbegin
- Шаблон:Cite journal
- Шаблон:Cite journal
- Шаблон:Cite journal
- Шаблон:Cite journal
- Шаблон:Cite magazine
- Шаблон:Cite web
- Шаблон:Cite journal
- Шаблон:Cite journal
- Шаблон:Cite journal
- Шаблон:Cite journal
- Шаблон:Cite book
- Шаблон:Cite journal
- Шаблон:Cite journal
- Шаблон:Cite journal
- Шаблон:Cite journal
- Шаблон:Cite web
- Шаблон:Cite journal
- Шаблон:Cite journal
- Шаблон:Cite magazine
- Шаблон:Cite journal
- Шаблон:Cite journal
- Шаблон:Cite journal
- Шаблон:Cite book
- Шаблон:Cite magazine
- Шаблон:Cite journal
- Шаблон:Cite journal
- Шаблон:Cite journal
- Roundtable Artsakh/Nagorno Karabakh: Famine, Memory and The Question of Genocide in Journal of Genocide Research:
  - Шаблон:Cite journal
- Roundtable Gaza: International Humanitarian Law and Genocide in Journal of Genocide Research:
  - Шаблон:Cite journal
- Roundtable Israel-Palestine: Atrocity Crimes and the Crisis of Holocaust and Genocide Studies in Journal of Genocide Research:
  - Шаблон:Cite journal
  - Шаблон:Cite journal
  - Шаблон:Cite journal
  - Шаблон:Cite journal
  - Шаблон:Cite journal
  - Шаблон:Cite journal
  - Шаблон:Cite journal
  - Шаблон:Cite journal
  - Шаблон:Cite journal
  - Шаблон:Cite journal
  - Шаблон:Cite journal
  - Шаблон:Cite journal
  - Шаблон:Cite journal

Шаблон:Refend